# Obyvatelstvo Česka
Obyvatelstvo Česka zahrnuje všechny lidi, kteří mají bydliště na území České republiky. Jejich počet dosahuje 10 900 555 lidí (k 31. prosinci 2023). Podobný počet obyvatel mají z evropských zemí Belgie, Řecko, Portugalsko a Švédsko.
8,599,51010,51111,519001920194019601980200020202040v milionechPočet obyvatel Česka
-20-1001020304019001920194019601980200020202040Přirozená změna (na 1 000 obyvatel)Migrační saldo (na 1 000 obyvatel)Pohyb obyvatelstva Česka
1234519001920194019601980200020202040PlodnostPlodnost v Česku
Kojenecká úmrtnostrok05010015020025019001920194019601980200020202040Kojenecká úmrtnost (na 1 000 narozených)Kojenecká úmrtnost v Česku

## Demografický vývoj na českém území

### Pravěk a starověk
Z doby pravěku, starověku a i části středověku nemáme žádné písemné prameny a obor zabývající se obyvatelstvem této doby se nazývá paleodemografie. Při studiu struktury a počtu obyvatelstva v určité oblasti se vědci opírají o údaje o počtu sídlišť, osídlených oblastí na základě úživnosti půdy, velikosti sídlišť, počtu členů průměrné rodiny (3 až 5 osob) či o výzkumy pohřebišť. Na spolehlivé určení počtu obyvatel existují na území České republiky pouze přibližné údaje.
Z doby staršího paleolitu se nedochovaly žádné kosterní pozůstatky, v mladším paleolitu žilo (převážně na Moravě) kolem tisíce Homo sapiens sapiens. V době mezolitu, který je spjat se počátkem zemědělství, došlo ke zvětšení sídel a vynálezu keramiky. V neolitu přichází první velká migrační vlna lidí (kultura s lineární keramikou). V asi stovce sídlišť žilo odhadem deset tisíc obyvatel. Roku 2800 př. n. l. (eneolit) přichází kultura šňůrové keramiky, 40 let poté keramika zvoncových pohárů. Tehdy je na území Čech a Moravy kolem 30 000 lidí.
Na konci pozdní doby bronzové bylo obyvatelstvo rozšířeno i na území jižních Čech a jeho počet dosahoval zhruba 40 000.
Roku 450 př. n. l. přišli nositelé laténské kultury, Keltové. Na přelomu letopočtu je ale vystřídaly germánské kmeny (v Čechách Markomané a na Moravě Kvádové). Ty ale v 5. století z neznámého důvodu odchází a nahrazují je Slované, migrující z Ukrajiny a jihovýchodního Polska. Odhad počtu obyvatel z této doby ztěžuje jejich žárový pohřební rituál, hovoří se zhruba o 500 000 lidech.

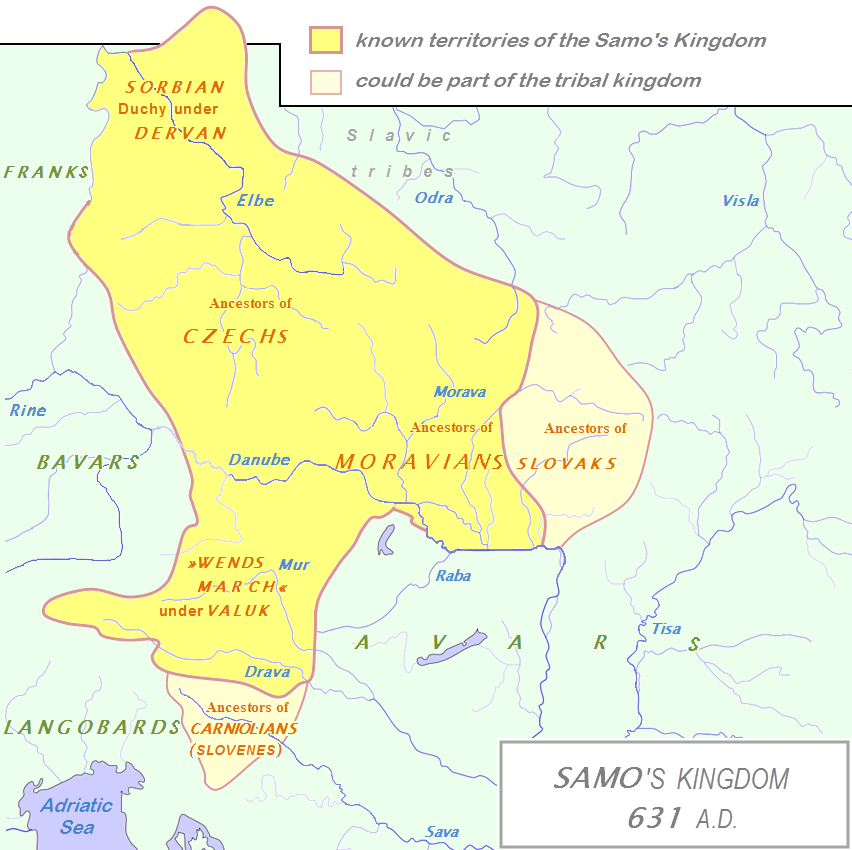
Rozsah Sámovy říše

### Středověk
V sedmém a osmém století čelilo obyvatelstvo na českém území nájezdům Avarů, což pravděpodobně vedlo k dočasnému sjednocení pod vedením franckého kupce Sáma. Deváté století pak charakterizuje existence mohutné Velkomoravské říše. Její populace dle odhadů dosáhla 1 miliónu lidí. Trvání této říše ukončil vpád Maďarů v 10. století. Ve vrcholném středověku se již historická demografie může opřít o písemné historické prameny, hlavně o středověké městské knihy, berní knihy, berní rejstřík, nebo pamětní knihy. Mnoho údajů poskytují také urbáře (záznamy např. poddanských povinností) a konfirmační knihy (záznamy změn držitelů církevních beneficií), po roce 1500 i církevní matriky. Dochovaly se také soupisy domů, takže představu o počtu obyvatel si můžeme vytvořit i díky historické topografii města. Dalším pramenem mohou být také kroniky, které ovšem bývají méně spolehlivé, než oficiální dokumenty.
V 11. století dochází k „vnitřní kolonizaci“, procento osídlené půdy vzrostlo z 33 % na 55 %. Docházelo ale i k dosídlování některých území obyvateli z německy mluvících zemí. Tím se postupně měnilo etnické složení obyvatelstva a české země se stávají dvojjazyčnou oblastí. Němci ale přinesli výrobní inovace a někde tvořili většinu obyvatel nově vznikajících měst. Města absorbovala i lidi z okolních vesnic.

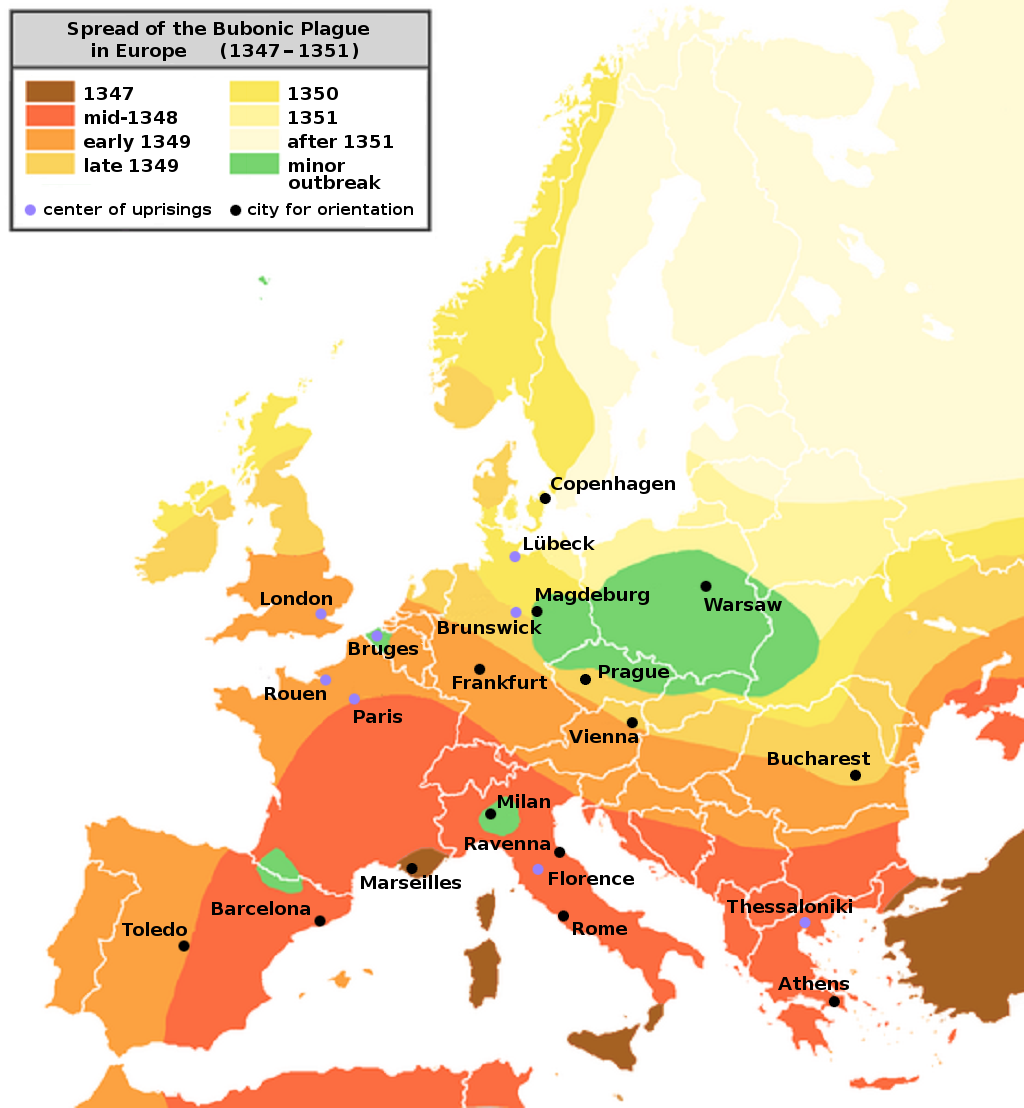
Postup morové epidemie v Evropě ve 14. století

Demografický nárůst kolem roku 1300 vystřídal pokles. Vedla k němu nejistota a menší míra uzavírání sňatků, jejímiž příčinami byly války, zhoršení klimatu, hospodářské obtíže, hladomory a epidemie, vznikající ve městech kvůli špatným hygienickým podmínkám. Jednou z nejdůležitějších příčin byl ovšem mor.
V době vrcholné kolonizace se v nově zakládaných královských městech usazovali židé a věnovali se finančnictví. I do českých zemí proto dorazila protižidovská vlna, která se v západní Evropě zvedla v polovině 14. století a dozněla kolem roku 1500. Židům se tak stala osudnou doba jagellonská, kdy byli postupně a opakovaně nuceni „navždy“ opustit řadu královských měst. Židovské osídlení v 15. a 16. století nabylo jiné podoby, než jakou mělo ve 13. a 14. století. Židé se usídlili v poddanských městech, kde se uchýlili pod ochranu feudální vrchnosti; od doby husitské se začali pomalu usazovat i na venkově.
Koncem 14. století bylo na českém území 50 královských a 480 vrchnostenských měst. Praha čítala tehdy asi 40 tisíc obyvatel (zhruba jako tehdejší Barcelona), rozlohou tehdy byla třetí největší město v Evropě (po Římě a Konstantinopoli). Počtem obyvatel následovala Olomouc, Kutná Hora a Brno. Nejpočetnějším typem měst byla sídla kolem tří set obyvatel.
Počátkem 15. století se v českých zemích objevily první skupiny romských kočovníků, kteří byli od ostatní populace izolováni a byli vystaveni perzekuci po celou feudální epochu.
Během husitských válek došlo k poklesu počtu obyvatel, nepřesným odhadem o 10 - 20 %.

### Raný novověk
Toto období je někdy nazýváno též protostatistické, neboť už se objevuje rozsáhlá evidence demografických jevů. Berní rejstříky, dochované od 16. století, jsou později nahrazeny katastry, a stejně jako poddanské seznamy mohou sloužit jako zdroj demografických informací. Nejcennějším zdrojem z tohoto období je soupis obyvatel podle víry na území Čech (tedy bez Moravy) z roku 1651. Zde jsou obyvatelé zapsáni podle jména, věku, náboženství, rodinné příslušnosti, povolání a sociálního postavení. Při výzkumech je často kombinován s berní rulou, která je o tři roky mladší. Církev přispěla svými zpovědními seznamy, také tzv. soupisy duší a církevními matrikami (evidence narození, sňatků a úmrtí).
Šestnácté století bylo díky celkovému zlepšení situace v zemi dobou populačního růstu. Na větší porodnosti i sňatečnosti se podílel i rozvoj nezemědělské výroby v horských oblastech, řemeslné výroby ve městech (Praha tehdy měla kolem 60 tisíc obyvatel). Do 16. století neslyšíme tolik o hladomorech, ale mnohem nebezpečnější byly nové epidemie (spály, „anglického potu“, s nástupem renesance syfilis dovezený z Ameriky). Nejsilnější epidemie zažili obyvatelé v letech 1582–86 a 1597–99.
Reálné odhady obyvatelstva hovoří o 1,4 mil. v Čechách a 650 tisících na Moravě.

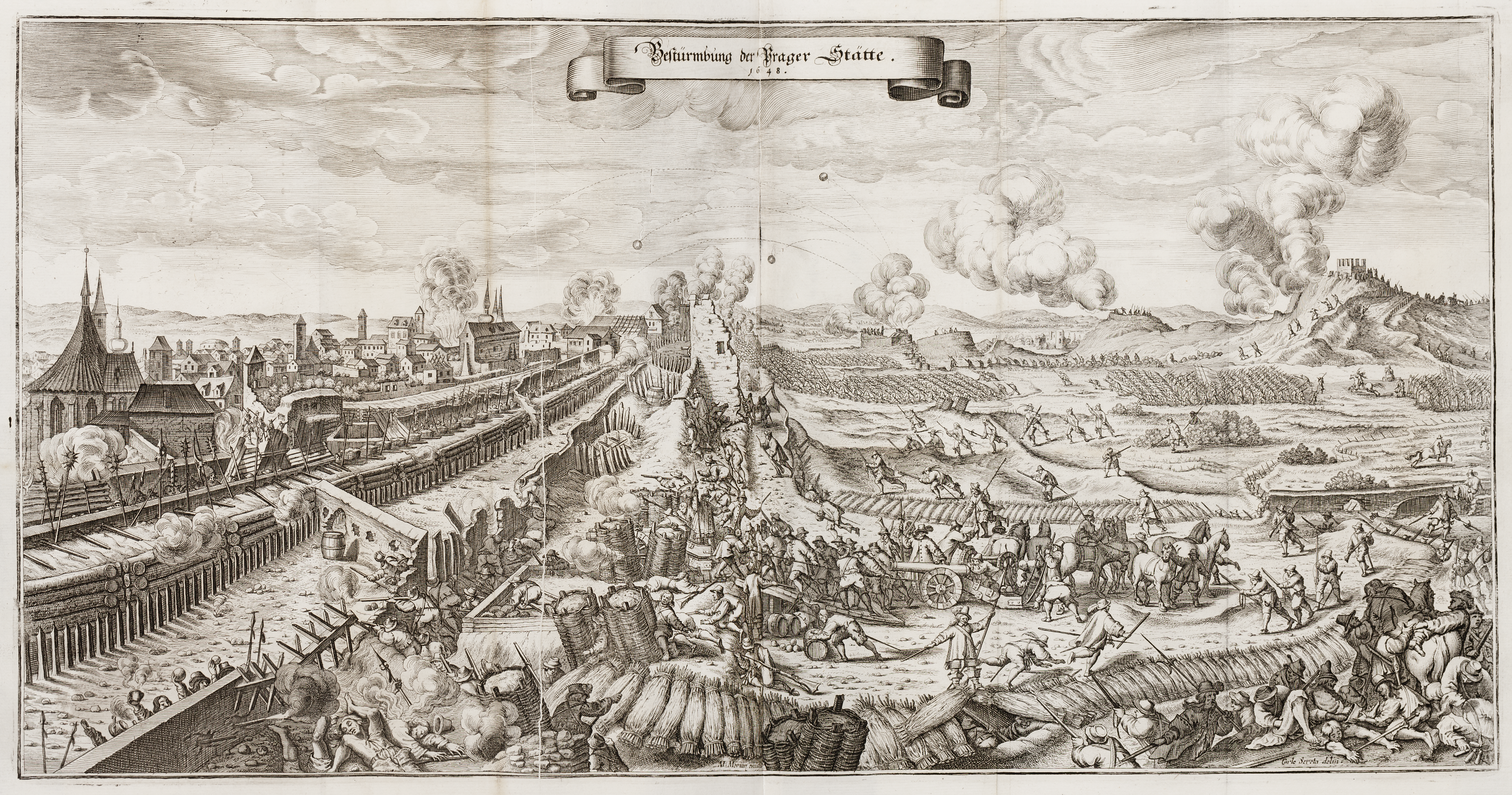
Třicetiletá válka v Praze – Útok Švédů na Nové Město pražské v říjnu 1648

Na obrovské regresi po nástupu vlády Habsburků (1526), vrcholící v polovině 17. století, se kromě třicetileté války podílela i náboženská emigrace. Za největšími ztrátami na životech ovšem stojí hladomory a epidemie doprovázející válku. Následovalo zmenšení porodnosti, což všechno vedlo k úbytku celkem 30 % obyvatelstva.
Polovina populace byla ve věku 15–49 let, přičemž vyššího věku se nedožívalo mnoho lidí (nad 50 let se dožilo 5–15 % obyvatel). Patrný byl také nepoměr mezi počtem žen a mužů (zvláště ve městech). Do 40. roku věku převažují ženy (větší úmrtnost chlapců, odchod do armády), po 40. roce pak muži (ženy jsou oslabeny těžkou prací a četnými porody).
České novověké rodiny spadaly typem do západoevropské oblasti (linie Petrohrad–Terst) – jeden manželský pár, výměnek, čeledíni – lišila se ale nízkým věkem při prvním sňatku (dokonce kolem 15 let, zvláště mimo města).
Po Vestfálském míru (1648) přichází období klidu a populačního růstu. Zvláště na venkově nebyla snaha bránit početí a tak ženy rodily v intervalu 23–28 měsíců. Až do 18. století přibývalo obyvatelstvo přibližně o 1,5 % ročně. Čechy a Morava měly roku 1754 kolem 3 miliónů obyvatel. I nadále docházelo k demografickým krizím, ale už v menší míře. Regrese přichází až v 18. století, kdy země přestává stačit uživit své obyvatele, dochází k poslední velké morové epidemii a díky silným sociálním rozdílům se také snižuje sňatkovost (bezzemci téměř nemohli vstupovat do manželství)

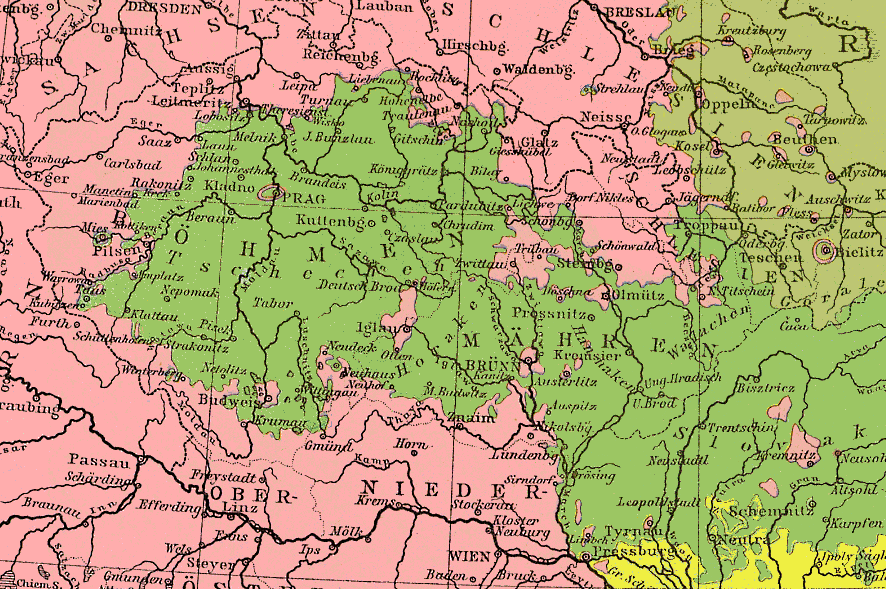
Jazykové složení obyvatelstva českých zemí a jejich okolí v roce 1880. Zeleně slovanské obyvatelstvo, červeně německé, žlutě maďarské.

### Vrcholný novověk
Roku 1754 dala Marie Terezie podnět k systematickému sčítání obyvatel. Sčítáním byly pověřeny vrchnosti a faráři, zájem o tyto soupisy ale každým rokem klesal a tak bylo poté do konce zbytku století sčítání prováděno vojenskou správou (ta se už ale zaměřovala spíše jen na muže schopné voj. služby). Roku 1770 bylo zavedeno číslování domů a od roku 1778 se mohlo obyvatelstvo sčítat díky zavedeným tzv. populačním knihám, jež byly vedeny v každé obci.
Díky těmto dokumentům tedy můžeme odhadnout, že na konci 18. stol. žilo v českých zemích 4,9 mil. lidí, s ročním přírůstkem 6,5 %. Hladová léta 1770–2 a 1847–8 zvyšovala úmrtnost a přírůstek byl zmírněn emigrací a později i sníženou porodností.
I tak ale na konci 19. století bylo v českých zemích 9,437 mil. obyvatel, kteří tvořili 2,3 % obyvatel celé Evropy. Lidé žili hlavně v oblastech, kde již byla a stále se modernizovala průmyslová výroba, od 30. let 19. stol. také tam, kde se těžily suroviny a rozvíjelo strojírenství, úbytek zaznamenávaly zemědělské oblasti, zvláště pak od 80. let. S rozvojem průmyslové výroby a díky celkovému přetváření společnosti se obyvatelé začali čím dál více stěhovat do měst, takže roku 1900 žil ve městě každý druhý Čech a Praha tou dobou i s předměstím dosáhla 500 000 obyvatel (35. místo v Evropě, Londýn měl už 4,5 mil. obyvatel).

### Obyvatelstvo českých zemí ve 20. století
Do struktury obyvatelstva se promítaly procesy spojené s pokračující modernizací společnosti (rostoucí sekularizace, vzdělanost, vyšší životní úroveň), ale i s politickým vývojem v zemi. Za mezníky novodobé historie můžeme považovat roky 1918, 1945, 1948, 1968 a 1989.

#### Složení obyvatelstva po roce 1918
Za první světové války se snížila sňatečnost i porodnost, roku 1918 zemi zasáhla epidemie španělské chřipky, před válkou rovněž docházelo ke značné emigraci. Celkové populační ztráty. Velký význam mělo národnostní složení tehdejší republiky. Němci tvořili 30 % obyvatelstva, většina z nich žila v pohraničních okresech, dále tu pak byla etnika Poláků a Židů (kolem 2 %).
Více než 50 % obyvatelstva byli dělníci, malých živnostníků ubývalo.
Z hlediska náboženství spadala většina obyvatelstva do čtyř největších církví: Římskokatolická 80 %; Církev československá 5–7 %, Českobratrská evangelická 4–5 %; specifickou skupinou byli Židé s 1 %, přičemž 8 % obyvatel se nehlásilo k žádnému vyznání. Průměrný věk, ve kterém lidé uzavírali sňatky, byl u žen 25 let a u mužů 28 let. Naděje na dožití stoupla z 49,2 let (rok 1921) na 58,5 let (1937).
Po první světové válce se úroveň demografických údajů stabilizovala, podle bilancí měly české země ke konci r. 1920 necelých 10 miliónů obyvatel. Zvyšovala se sňatečnost i natalita, ve 30. letech v důsledku celosvětové hospodářské krize hrozila depopulace.

#### Složení obyvatelstva po roce 1938

Území odebrané Československu na základě Mnichovské dohody

Po Mnichovském diktátu 30. 9. 1938 přišla republika o 37 % svého území, na kterém žilo asi 36 % obyvatel. Nastaly přesuny obyvatelstva do vnitrozemí, emigrace Židů a antifašistů, sudetští Němci reagovali na změnu zvýšením porodnosti a totéž se dělo u českých žen, ale z obavy před nuceným nasazením. Ze stejného důvodu (ale i z rasových příčin) docházelo k mnoha sňatkům i rozvodům. Většinu válečných ztrát představovali zahynulí Židé (77 tisíc) a Romové (5 tisíc) a lidé zemřelí ve vězeních, koncentračních táborech a při pracovním nasazení v Německu (50 tisíc); počet narozených dětí se naopak oproti dřívějšku zvýšil.

#### Složení obyvatelstva po roce 1945
Největším zásahem do demografického složení obyvatelstva byl odsun 3 milionů Němců, čímž se obyvatelstvo českých zemí snížilo na 8,7 milionu. Po únoru 1948 navíc odešla vlna 60 tisíc politických emigrantů. Změnila se také struktura obyvatelstva z hlediska věku, národnosti (odsun většiny Němců vedl k téměř úplné homogenizaci národnostní struktury -93,8 %, jejich počet navíc klesal i později. Druhou největší národnostní skupinou se pak díky trvalé imigraci a své vysoké reprodukci stali Slováci. Významnou etnickou skupinou, která byla uznána až r. 1960, byli Romové) i sociálního složení, protože do emigrace odcházeli zejména mladší a vzdělanější lidé.

#### Složení obyvatelstva po roce 1948
Po zažitých traumatech se totiž většina společnosti posunula „doleva“ a po únorovém komunistickém puči přišla radikální změna sociální struktury obyvatelstva. Zpočátku znárodnění průmyslu, později postupná téměř úplná socializace ekonomiky včetně služeb a kolektivizace zemědělství.
Po roce 1950 se vytvořily pouze tři velké společenské skupiny – dělníci (až 60 %), ostatní zaměstnanci (méně než 30 %) a družstevní rolníci (pozvolný pokles z 10 na 8 %). Vznikla tak silně uniformní společnost s tendencí snižovat sociální rozdíly. Novým politickým uspořádáním byl urychlen i proces sekularizace společnosti. V rovině urbanizace došlo taktéž ke změnám. Čechy se staly zemí středních měst, neboť ta rostla ze všech nejrychleji a český venkov naopak kvůli odchodu mladých vymíral.
Růst ekonomiky byl zapříčiněn především velkým přílivem žen do zaměstnání. Ty pak měly průkazně méně dětí.
Po odeznění vysoké poválečné vlny plodnosti (až 3,0 živě narozených dětí na jednu ženu) následoval poměrně plynulý pokles až do r. 1957. Největším zásahem do reprodukce se stalo přijetí zákona o umělém přerušení (správně ukončení) těhotenství z r. 1957, kvůli čemuž společně s další stagnací životní úrovně a zhoršující se společenskou situací pak docházelo k dalšímu omezování plodnosti.

#### Složení obyvatelstva po roce 1968
V letech 1962–65 došlo k první ekonomické stagnaci, i přesto měla Československá republika koncem r. 1967 již 9,866 milionu obyvatel. Po srpnové invazi v roce 1968 přišel nástup normalizace. Stát se snažil o „návrat do rodiny“ zlepšením sociální politiky (novomanželské půjčky, delší mateřská dovolená, větší příspěvky na dítě), což vedlo k větší sňatečnosti.
Do produktivního věku se dostávaly silné ročníky, což způsobilo „baby-boom“ vrcholící roku 1974. Zároveň stoupl počet nemanželských dětí a stále nejužívanější „metodou“ antikoncepce zůstávaly potraty. Kvůli posrpnové emigraci a pozdější „nelegální“ emigraci přišla republika o 245 tisíc obyvatel.

#### Složení obyvatelstva po roce 1989

Vývoj počtu obyvatel České republiky od osamostatnění v roce 1993.

Společenskoekonomické změny po roce 1989 s sebou přinesly i pokles porodnosti, díky čemuž se růst počtu obyvatel v roce 1994 poprvé od r. 1918 zastavil. Z hlediska výše úhrnné plodnosti je ČR dnes již na úrovni průměru západoevropských zemí. Absolutní stárnutí obyvatelstva ČR je objektivní demografický proces; zčásti je nutným následkem prodlužování lidského života, z části nutnou daní za omezení plodnosti v předchozích letech.
Pokles počtu obyvatel pokračoval až do roku 2002, pak začala stoupat porodnost i migrace. Po roce 2009 začala porodnost opět klesat, k přirozenému úbytku však došlo jen v roce 2013 a 2015. Počet obyvatel tak začal stoupat a v roce 2020 dosáhl poválečného maxima 10,702 mil. obyvatel. Vlivem pandemie covidu došlo v roce 2020 a následujících letech k nárůstu úmrtnosti, i přes vysoké hodnoty přirozeného úbytku však k poklesu počtu obyvatel nedošlo, když přirozený úbytek byl kompenzován migrací. Formálně se počet obyvatel v roce 2021 snížil z důvodu přepočtu podle výsledků sčítání lidu.

## Přirozený pohyb obyvatelstva od druhé poloviny 20. století

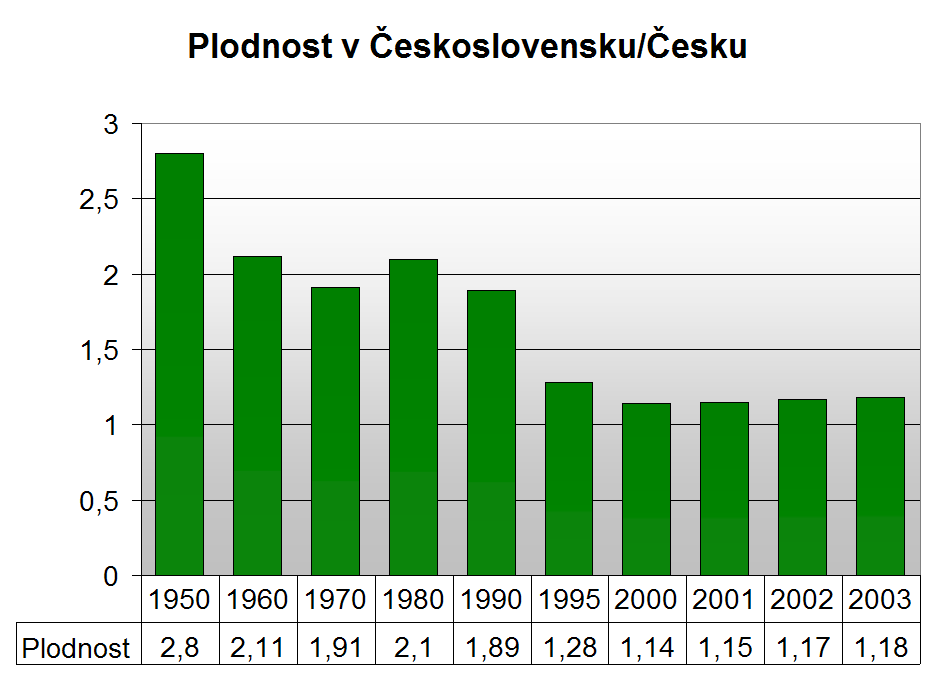
Vývoj plodnosti v Česku – 1950–2003

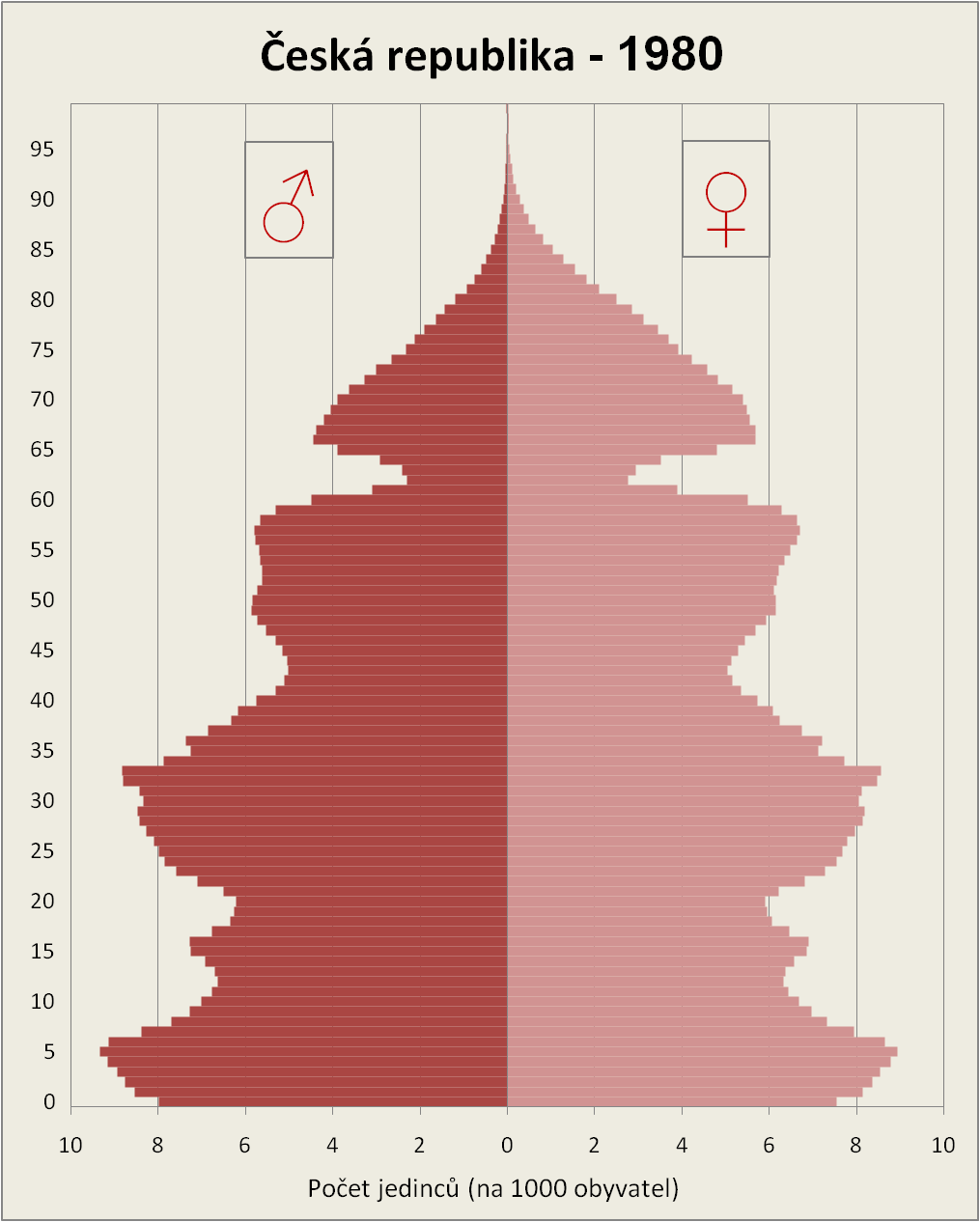
Věková pyramida obyvatel Česka – 1980
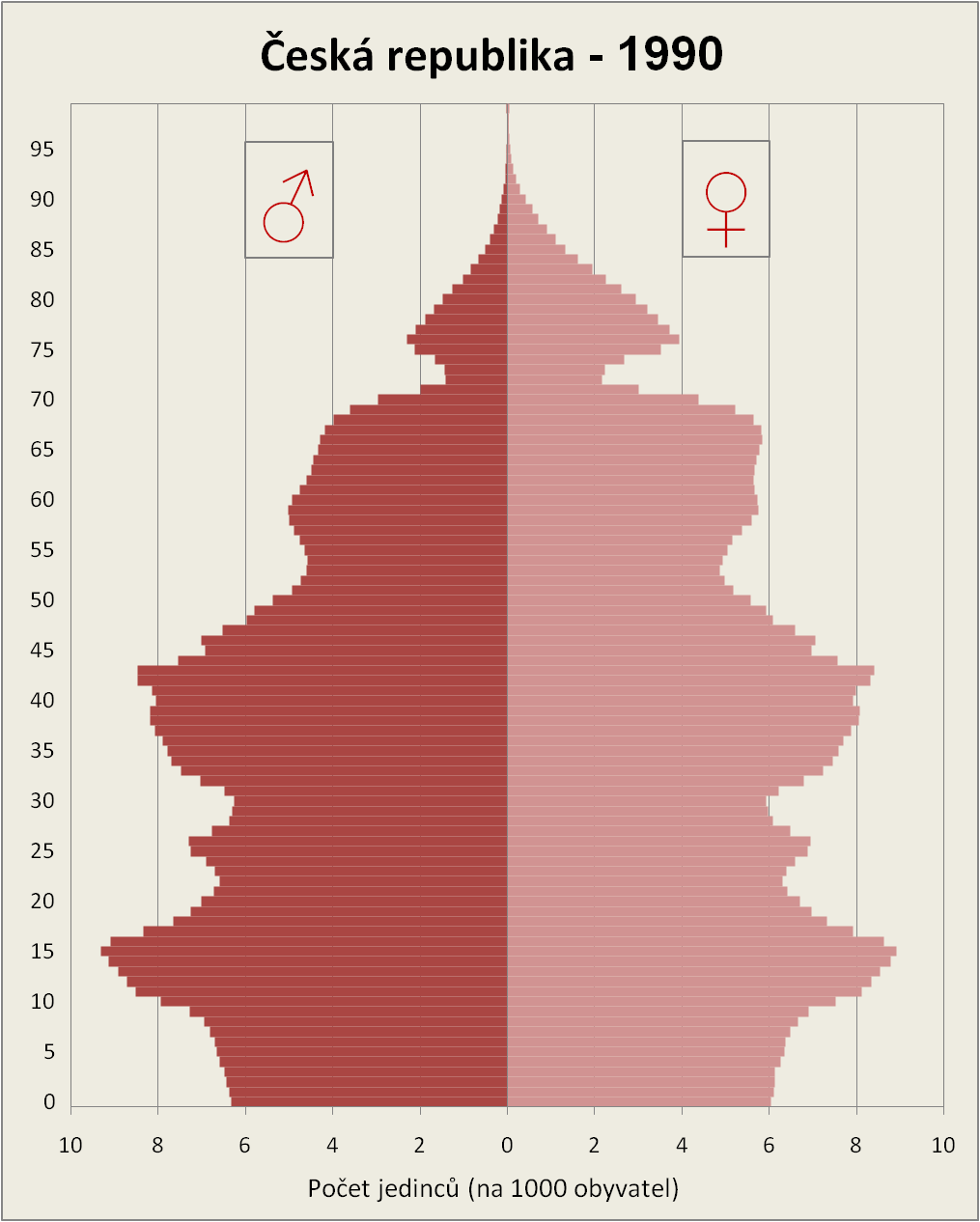
Věková pyramida obyvatel Česka – 1990
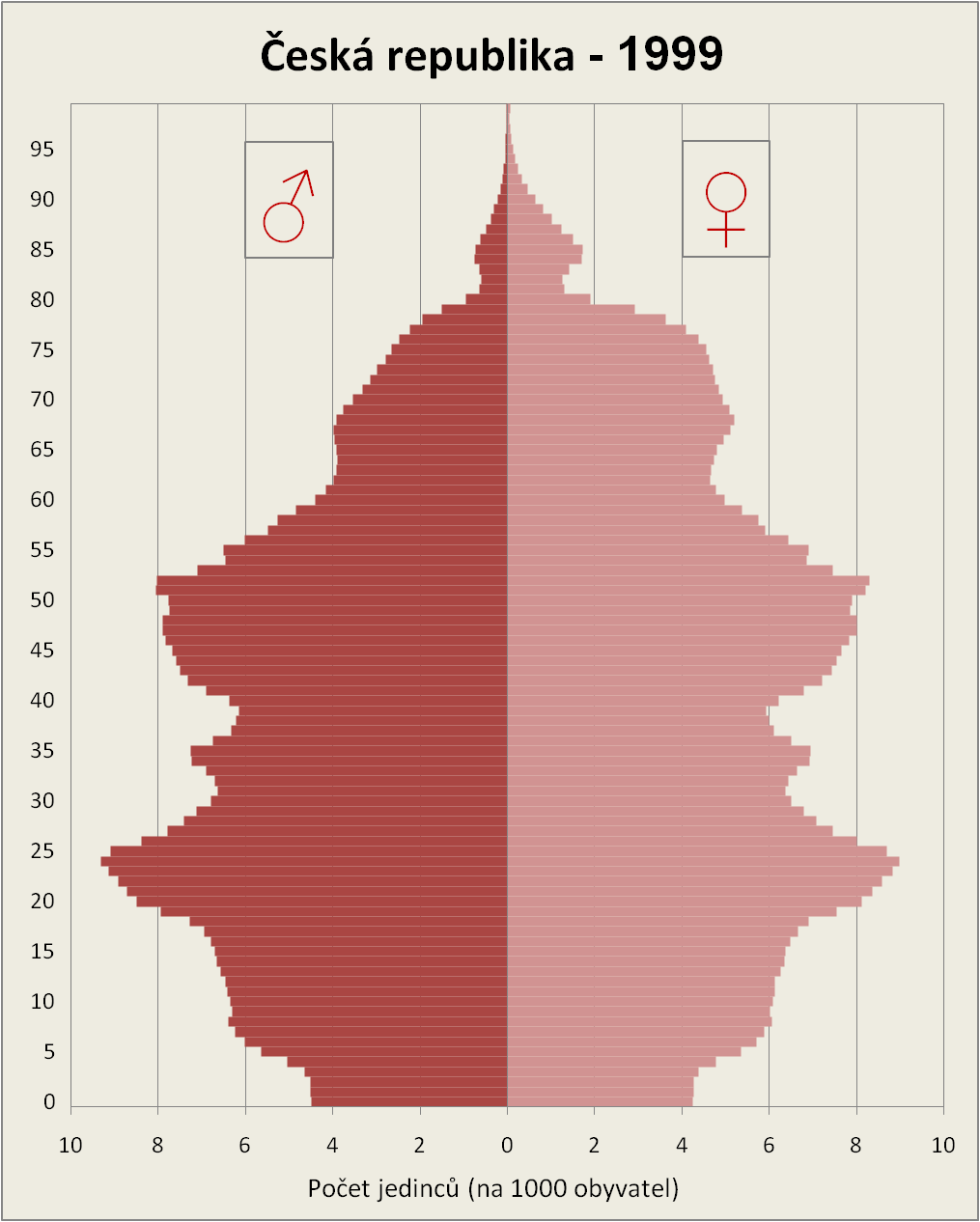
Věková pyramida obyvatel Česka – 1999
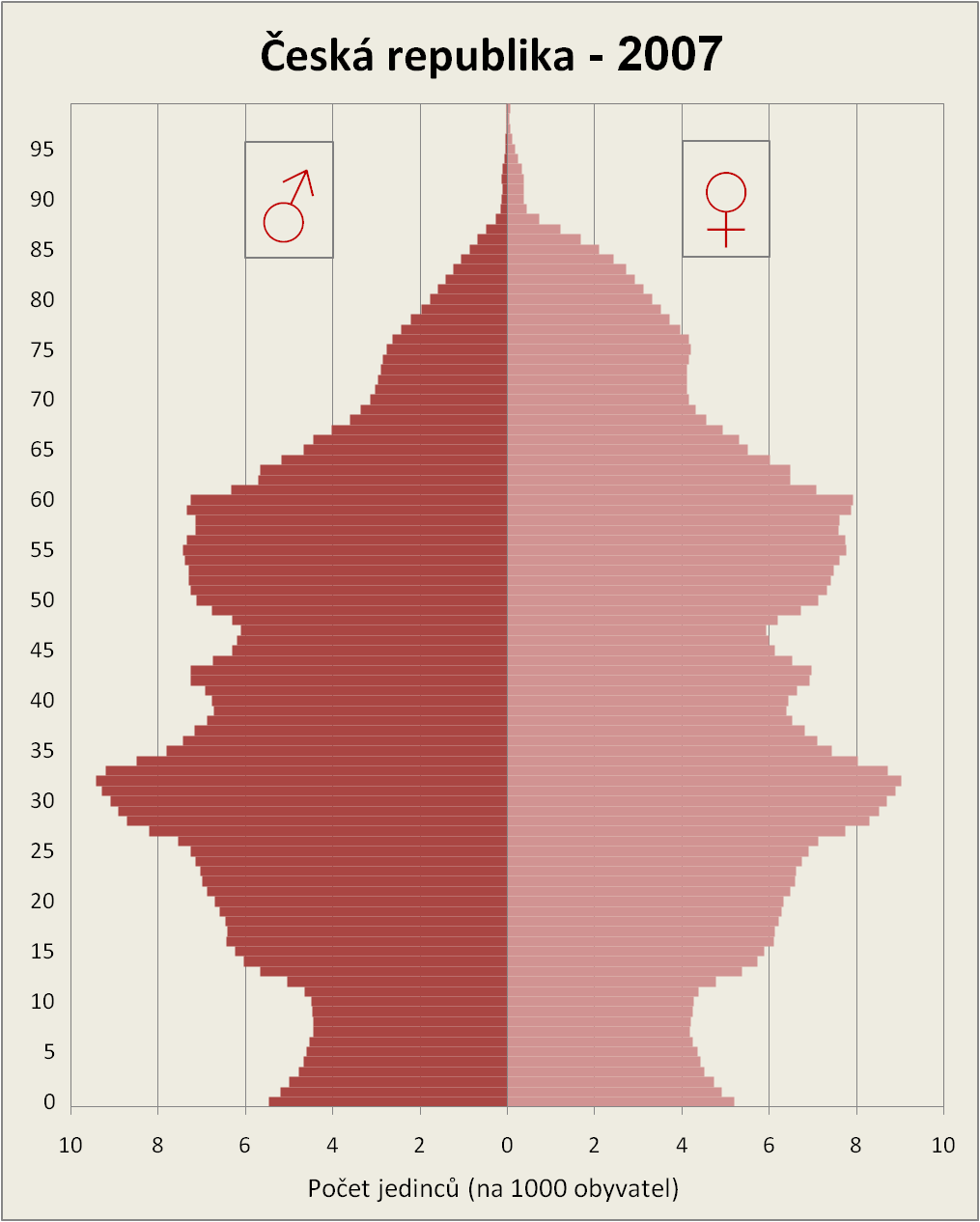
Věková pyramida obyvatel Česka – 2007
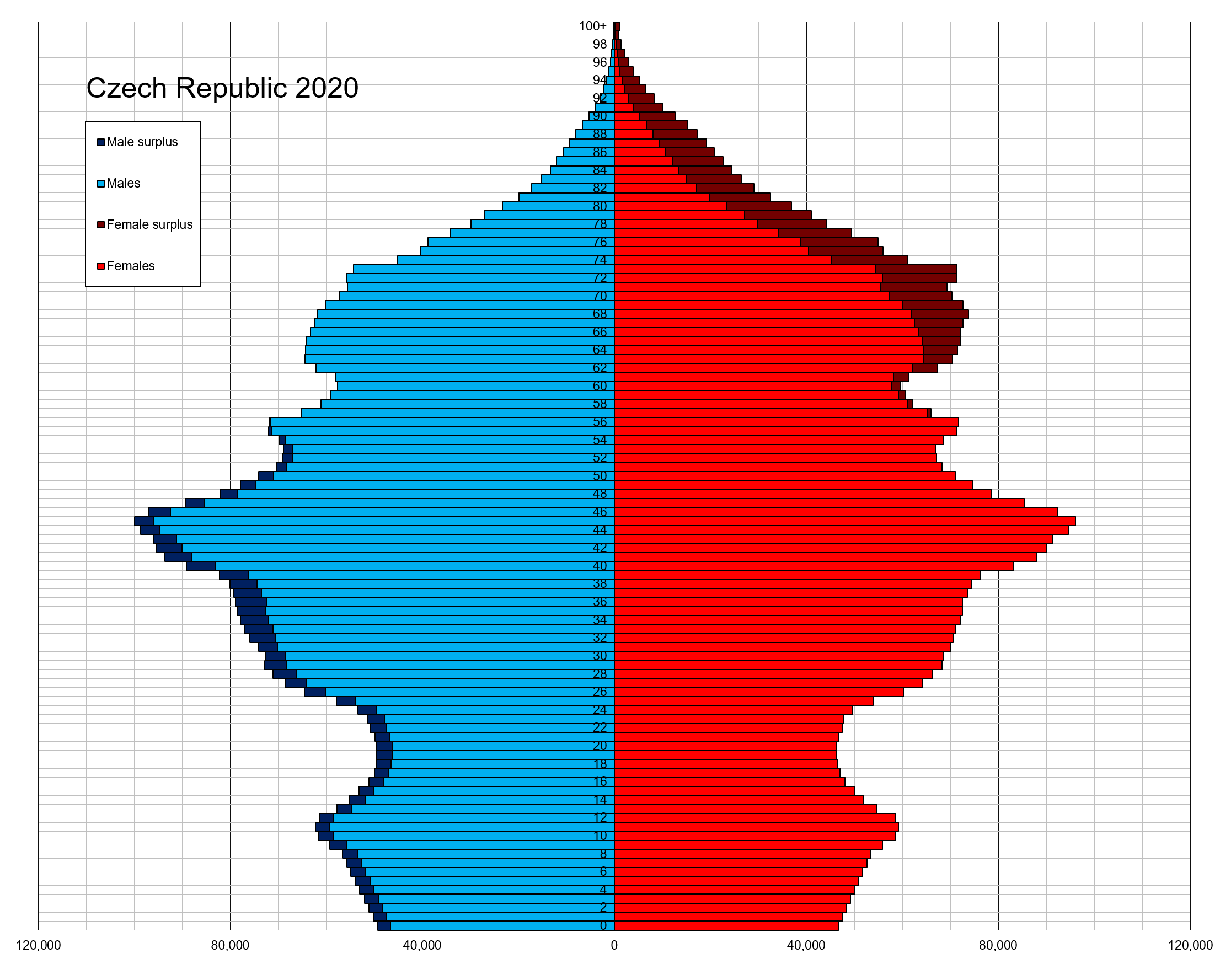
Věková pyramida obyvatel Česka – 2020
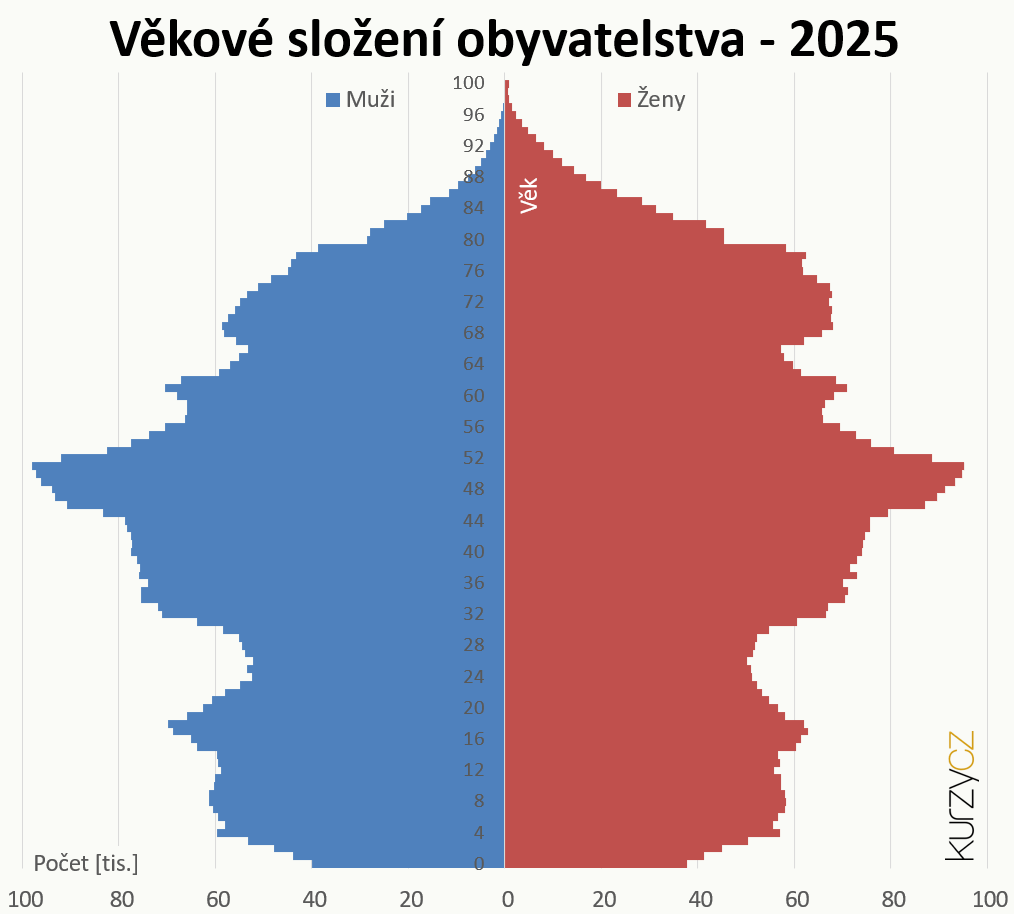
Věková pyramida obyvatel Česka – 2024

Ve druhé polovině 20. století výše přirozeného přírůstku v České republice vlivem výrazných změn porodnosti značně kolísala. Vlna vysoké porodnosti vrcholila bezprostředně po druhé světové válce (v roce 1950 byla hrubá míra porodnosti 21,1 ‰). V následujícím desetiletí rychle klesala – minima dosáhla v roce 1960: 13,3 ‰). V polovině 60. let došlo k mírnému zvýšení (v roce 1964 15,9 ‰) a následný pokles (v roce 1968 13,9 ‰) se zásluhou příznivé věkové skladby a rovněž propopulačními opatřeními tehdejší vlády obrátil v populační boom, který gradoval v roce 1974, kdy se narodilo 194 215 živých dětí, což činilo hrubou míru porodnosti 19,4 ‰. Od té doby nastal poměrně prudký pokles. Ten se nezastavil ani po vyrovnání minima z roku 1960, ke kterému došlo v letech 1983 a 1984, ani poté, co se v roce 1994 porodnost dostala pod úroveň úmrtnosti. Vyvrcholil až v roce 1999, kdy se narodilo pouze 89 471 živých dětí (8,7 ‰).

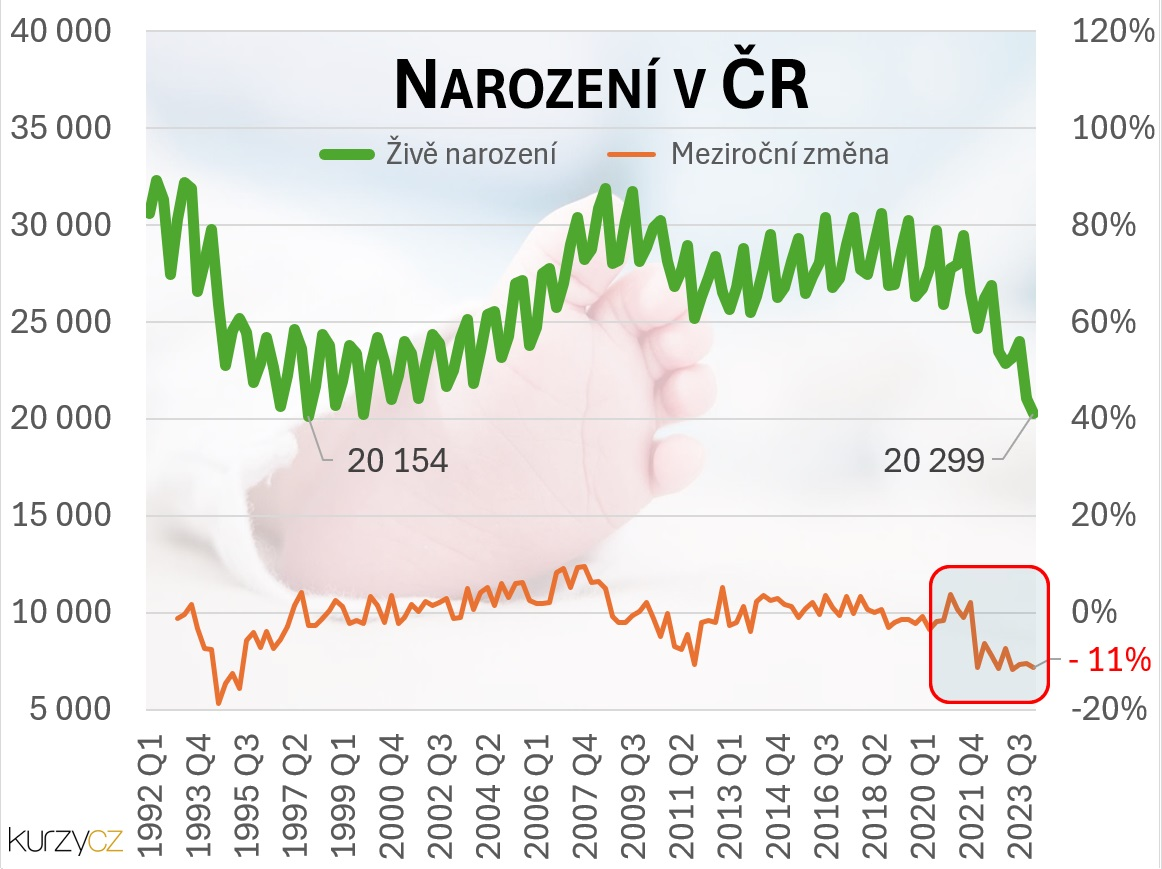
Informace o přírůstku obyvatel ČR.

Od minima z roku 1999 se porodnost začala velmi zvolna zvyšovat, její růst se poněkud zrychlil od roku 2004. V roce 2006 se po 13 letech přirozeného úbytku znovu vrátila nad úroveň úmrtnosti – narodilo se 105 831 živých dětí (10,3 ‰). V dalších letech se počet živě narozených dětí dále zvyšoval – v roce 2007 na 114 632 (11,1 %) a v roce 2008 na 119 570 (11,5 %), což bylo sice nejvíce od roku 1994, ale nedosáhlo ani stavu v roce 1993 (121 025 živě narozených dětí). Přirozený přírůstek dosáhl v roce 2007 počtu 9 996 lidí a v roce 2008 14 622, což je nejvyšší hodnota od roku 1982. Tehdejší nárůst porodnosti představoval sekundární populační vlnu dětí žen narozených během 70. let 20. století. Tato vlna dosáhla svého vrcholu v roce 2008, v roce 2009 přestaly počty narozených dětí poprvé po 7 letech v řadě růst (počet živě narozených byl 118,3 tisíce dětí, tedy o 1,2 tisíce méně než v roce 2008). V roce 2012 se živě narodilo 108,6 tisíce dětí, jejich počet tak převýšil počet zemřelých již pouze o 0,4 tisíce osob.
Zatímco v roce 1975 byla úhrnná plodnost 2,40, v roce 2000 to bylo jen 1,14 (po Ukrajině s 1,09 nejnižší v Evropě), v roce 2004 1,22 (po Bělorusku s 1,20 nejnižší v Evropě), v roce 2006 se zvýšila na 1,33, v roce 2007 na 1,44 a v roce 2008 na 1,50, což je hodně vzdáleno od hraniční hodnoty potřebné k zachování populace (2,1 potomků na jednu ženu), a v roce 2009 stagnovala, resp. se nepatrně snížila na 1,49. V roce 2011 došlo k dalšímu snížení úhrnné plodnosti na 1,42. Pokles byl vyšší než za předchozí dva roky dohromady.
V roce 2014 se úhrnná plodnost poprvé po dvaceti letech dostala z pásma nízké plodnosti. Stárnutí obyvatelstva pokračovalo – průměrný věk vzrostl o 0,2 let na 41,7 let. Dále rostl podíl dětí narozených mimo manželství, kterých už byla téměř polovina. V roce 2015 činila úroveň plodnosti 1,57 dětí na ženu, průměrný věk ženy při narození dítěte byl 30 let a průměrný věk obyvatel se zvýšil na 41,9 let.
Vlivem pandemie covidu došlo v roce 2020 a následujících letech k nárůstu úmrtnosti. Ta dosáhla maxima v roce 2021, kdy činila 13,3 na 1000 obyvatel, vyšší hodnota byla zaznamenána naposledy v roce 1947. Vlivem tohoto byla zaznamenána také vysoká hodnota přirozeného úbytku, která činila ve stejném roce 2,7 na 1000 obyvatel, zde byla nižší hodnota zaznamenána naposledy v době první světové války. Díky dlouhodobě vysokému přírůstku stěhováním i tak populace v roce 2021 vzrostla.

## Populační statistiky
| Rok              | Populace (střední stav) | Živě narození | Zemřelí   | Přirozená změna | Hrubá míra porodnosti (na 1000 obyv,) | Hrubá míra úmrtnosti (na 1000 obyv,) | Přirozený přírůstek (na 1000 obyv,) | Úhrnná plodnost | Přistěhovalí | Vystěhovalí | Přírůstek stěhováním | Potraty | Potraty                     |
| Rok              | Populace (střední stav) | Živě narození | Zemřelí   | Přirozená změna | Hrubá míra porodnosti (na 1000 obyv,) | Hrubá míra úmrtnosti (na 1000 obyv,) | Přirozený přírůstek (na 1000 obyv,) | Úhrnná plodnost | Přistěhovalí | Vystěhovalí | Přírůstek stěhováním | Celkem  | Umělá přerušení těhotenství |
| ---------------- | ----------------------- | ------------- | --------- | --------------- | ------------------------------------- | ------------------------------------ | ----------------------------------- | --------------- | ------------ | ----------- | -------------------- | ------- | --------------------------- |
| 1785             | 4 250 000               | 183 354       | 153 103   | 30 251          | 43,1                                  | 36,0                                 | 7,1                                 |                 |              |             |                      |         |                             |
| 1786             | 4 318 000               | 194 629       | 131 812   | 62 817          | 45,1                                  | 30,5                                 | 14,6                                |                 |              |             |                      |         |                             |
| 1787             | 4 392 000               | 202 181       | 128 078   | 74 103          | 46,0                                  | 29,2                                 | 16,8                                |                 |              |             |                      |         |                             |
| 1788             | 4 418 000               | 165 481       | 117 556   | 47 925          | 44,9                                  | 31,9                                 | 13,0                                |                 |              |             |                      |         |                             |
| 1789             | 4 414 000               | 185 368       | 131 377   | 53 991          | 42,0                                  | 29,8                                 | 12,2                                |                 |              |             |                      |         |                             |
| 1790             | 4 444 000               | 198 291       | 152 550   | 45 741          | 44,6                                  | 34,3                                 | 10,3                                |                 |              |             |                      |         |                             |
| 1791             | 4 497 000               | 187 199       | 160 651   | 26 548          | 41,6                                  | 35,7                                 | 5,9                                 |                 |              |             |                      |         |                             |
| 1792             | 4 531 000               | 201 080       | 141 238   | 59 842          | 44,4                                  | 31,2                                 | 13,2                                |                 |              |             |                      |         |                             |
| 1793             | 4 553 000               | 196 648       | 141 309   | 55 339          | 43,2                                  | 31,0                                 | 12,2                                |                 |              |             |                      |         |                             |
| 1794             | 4 570 000               | 201 433       | 151 513   | 49 920          | 44,1                                  | 33,2                                 | 10,9                                |                 |              |             |                      |         |                             |
| 1795             | 4 588 000               | 198 425       | 164 732   | 33 693          | 43,2                                  | 35,9                                 | 7,3                                 |                 |              |             |                      |         |                             |
| 1796             | 4 598 000               | 199 548       | 146 225   | 53 323          | 43,4                                  | 31,8                                 | 11,6                                |                 |              |             |                      |         |                             |
| 1797             | 4 633 000               | 194 932       | 145 659   | 49 273          | 42,1                                  | 31,4                                 | 10,7                                |                 |              |             |                      |         |                             |
| 1798             | 4 668 000               | 204 272       | 139 238   | 65 034          | 43,8                                  | 29,8                                 | 14,0                                |                 |              |             |                      |         |                             |
| 1799             | 4 670 000               | 200 307       | 160 609   | 39 698          | 42,9                                  | 34,4                                 | 8,5                                 |                 |              |             |                      |         |                             |
| 1800             | 4 659 000               | 196 011       | 177 730   | 18 281          | 42,1                                  | 38,1                                 | 4,0                                 | 5,33            |              |             |                      |         |                             |
| 1801             | 4 692 000               | 196 838       | 170 187   | 26 651          | 42,0                                  | 36,3                                 | 5,7                                 | 5,32            |              |             |                      |         |                             |
| 1802             | 4 767 000               | 207 716       | 157 243   | 50 473          | 43,6                                  | 33,0                                 | 10,6                                | 5,31            |              |             |                      |         |                             |
| 1803             | 4 823 000               | 205 868       | 162 632   | 43 236          | 42,7                                  | 33,7                                 | 9,0                                 | 5,30            |              |             |                      |         |                             |
| 1804             | 4 894 000               | 211 425       | 150 742   | 60 683          | 43,2                                  | 30,8                                 | 12,4                                | 5,30            |              |             |                      |         |                             |
| 1805             | 4 941 000               | 202 708       | 163 136   | 39 572          | 41,0                                  | 33,0                                 | 8,0                                 | 5,29            |              |             |                      |         |                             |
| 1806             | 4 883 000               | 170 277       | 282 321   | -112 044        | 34,9                                  | 57,8                                 | -22,9                               | 5,28            |              |             |                      |         |                             |
| 1807             | 4 857 000               | 220 530       | 172 000   | 48 530          | 45,4                                  | 35,4                                 | 10,0                                | 5,28            |              |             |                      |         |                             |
| 1808             | 4 876 000               | 221 952       | 165 140   | 56 812          | 45,5                                  | 33,9                                 | 11,6                                | 5,27            |              |             |                      |         |                             |
| 1809             | 4 853 000               | 211 573       | 185 671   | 25 902          | 43,6                                  | 38,3                                 | 5,3                                 | 5,26            |              |             |                      |         |                             |
| 1810             | 4 870 000               | 198 407       | 218 034   | -19 627         | 40,7                                  | 44,8                                 | -4,1                                | 5,25            |              |             |                      |         |                             |
| 1811             | 4 916 000               | 229 131       | 174 015   | 55 116          | 46,6                                  | 35,4                                 | 11,2                                | 5,25            |              |             |                      |         |                             |
| 1812             | 4 951 000               | 215 954       | 173 716   | 42 238          | 43,6                                  | 35,1                                 | 8,5                                 | 5,24            |              |             |                      |         |                             |
| 1813             | 4 859 000               | 212 067       | 151 341   | 60 726          | 43,6                                  | 31,1                                 | 12,5                                | 5,23            |              |             |                      |         |                             |
| 1814             | 4 826 000               | 204 555       | 200 379   | 4 176           | 42,4                                  | 41,5                                 | 0,9                                 | 5,22            |              |             |                      |         |                             |
| 1815             | 4 810 000               | 209 886       | 146 800   | 63 086          | 43,6                                  | 30,5                                 | 13,1                                | 5,22            |              |             |                      |         |                             |
| 1816             | 4 878 000               | 209 473       | 143 940   | 65 533          | 42,9                                  | 29,5                                 | 13,4                                | 5,21            |              |             |                      |         |                             |
| 1817             | 4 961 000               | 208 345       | 160 703   | 47 642          | 42,0                                  | 32,4                                 | 9,6                                 | 5,20            |              |             |                      |         |                             |
| 1818             | 5 021 000               | 204 175       | 152 665   | 51 510          | 40,7                                  | 30,4                                 | 10,3                                | 5,19            |              |             |                      |         |                             |
| 1819             | 5 093 000               | 238 968       | 163 932   | 75 036          | 46,9                                  | 32,2                                 | 14,7                                | 5,19            |              |             |                      |         |                             |
| 1820             | 5 272 791               | 232 287       | 137 938   | 94 349          | 44,1                                  | 26,2                                 | 17,9                                | 5,18            |              |             |                      |         |                             |
| 1821             | 5 353 785               | 231 028       | 139 127   | 91 901          | 43,2                                  | 26,0                                 | 17,2                                | 5,17            |              |             |                      |         |                             |
| 1822             | 5 426 885               | 218 983       | 149 842   | 69 141          | 40,4                                  | 27,6                                 | 12,8                                | 5,16            |              |             |                      |         |                             |
| 1823             | 5 494 633               | 229 571       | 161 716   | 67 855          | 41,8                                  | 29,4                                 | 12,4                                | 5,16            |              |             |                      |         |                             |
| 1824             | 5 567 415               | 228 372       | 153 232   | 75 140          | 41,0                                  | 27,5                                 | 13,5                                | 5,15            |              |             |                      |         |                             |
| 1825             | 5 641 433               | 239 187       | 152 791   | 86 396          | 42,4                                  | 27,1                                 | 15,3                                | 5,14            |              |             |                      |         |                             |
| 1826             | 5 715 138               | 236 735       | 154 862   | 81 873          | 41,4                                  | 27,1                                 | 14,3                                | 5,14            |              |             |                      |         |                             |
| 1827             | 5 831 825               | 229 186       | 164 697   | 64 489          | 39,3                                  | 28,2                                 | 11,1                                | 5,14            |              |             |                      |         |                             |
| 1828             | 5 933 743               | 224 584       | 188 501   | 36 083          | 37,8                                  | 31,8                                 | 6,0                                 | 5,14            |              |             |                      |         |                             |
| 1829             | 5 959 643               | 220 607       | 181 782   | 38 825          | 37,0                                  | 30,5                                 | 6,5                                 | 5,14            |              |             |                      |         |                             |
| 1830             | 5 996 788               | 235 046       | 167 326   | 67 720          | 39,2                                  | 27,9                                 | 11,3                                | 5,14            |              |             | -246                 |         |                             |
| 1831             | 6 071 798               | 230 322       | 174 149   | 56 173          | 37,9                                  | 28,7                                 | 9,2                                 | 5,14            |              |             | -299                 |         |                             |
| 1832             | 6 117 669               | 232 138       | 231 240   | 898             | 37,9                                  | 37,8                                 | 0,1                                 | 5,14            |              |             | -197                 |         |                             |
| 1833             | 6 114 791               | 244 207       | 187 363   | 56 844          | 39,9                                  | 30,6                                 | 9,3                                 | 5,14            |              |             | -182                 |         |                             |
| 1834             | 6 139 975               | 242 356       | 184 887   | 57 469          | 39,5                                  | 30,1                                 | 9,4                                 | 5,14            |              |             | -317                 |         |                             |
| 1835             | 6 191 643               | 238 340       | 187 879   | 50 461          | 38,5                                  | 30,3                                 | 8,2                                 | 5,14            |              |             | -203                 |         |                             |
| 1836             | 6 200 250               | 230 823       | 211 406   | 19 417          | 37,2                                  | 34,1                                 | 3,1                                 | 5,14            |              |             | -223                 |         |                             |
| 1837             | 6 197 244               | 237 784       | 208 411   | 29 373          | 38,4                                  | 33,6                                 | 4,8                                 | 5,14            |              |             | -231                 |         |                             |
| 1838             | 6 248 539               | 241 510       | 163 343   | 78 167          | 38,7                                  | 26,1                                 | 12,6                                | 5,14            |              |             | -276                 |         |                             |
| 1839             | 6 314 283               | 239 582       | 180 699   | 58 883          | 37,9                                  | 28,6                                 | 9,3                                 | 5,14            |              |             | -203                 |         |                             |
| 1840             | 6 378 071               | 248 179       | 175 901   | 72 278          | 38,9                                  | 27,6                                 | 11,3                                | 5,14            |              |             | -127                 |         |                             |
| 1841             | 6 459 128               | 250 260       | 173 872   | 76 388          | 38,7                                  | 26,9                                 | 11,8                                | 5,15            |              |             |                      |         |                             |
| 1842             | 6 531 908               | 268 029       | 183 288   | 84 741          | 41,0                                  | 28,1                                 | 12,9                                | 5,15            |              |             |                      |         |                             |
| 1843             | 6 578 355               | 249 634       | 211 438   | 38 196          | 37,9                                  | 32,1                                 | 5,8                                 | 5,15            |              |             |                      |         |                             |
| 1844             | 6 630 222               | 248 919       | 172 808   | 76 111          | 37,5                                  | 26,1                                 | 11,4                                | 5,15            |              |             |                      |         |                             |
| 1845             | 6 682 437               | 265 314       | 191 347   | 73 967          | 39,7                                  | 28,6                                 | 11,1                                | 5,15            |              |             |                      |         |                             |
| 1846             | 6 723 727               | 255 109       | 181 408   | 73 701          | 37,9                                  | 27,0                                 | 10,9                                | 5,15            |              |             | -160                 |         |                             |
| 1847             | 6 768 064               | 245 283       | 215 836   | 29 447          | 36,2                                  | 31,9                                 | 4,3                                 | 5,15            |              |             |                      |         |                             |
| 1848             | 6 778 356               | 222 052       | 238 747   | -16 695         | 32,8                                  | 35,2                                 | -2,5                                | 5,15            |              |             |                      |         |                             |
| 1849             | 6 789 915               | 273 846       | 209 097   | 64 749          | 40,3                                  | 30,8                                 | 9,5                                 | 5,15            |              |             | -160                 |         |                             |
| 1850             | 6 826 465               | 279 375       | 238 192   | 41 183          | 40,9                                  | 34,9                                 | 6,0                                 | 5,15            |              |             | -174                 |         |                             |
| 1851             | 6 870 370               | 282 747       | 197 429   | 85 318          | 41,2                                  | 28,7                                 | 12,5                                | 5,14            |              |             | -238                 |         |                             |
| 1852             | 6 925 780               | 274 194       | 209 097   | 64 749          | 39,6                                  | 28,7                                 | 10,9                                | 5,13            |              |             | -387                 |         |                             |
| 1853             | 6 976 739               | 267 965       | 195 270   | 72 695          | 38,4                                  | 28,0                                 | 10,4                                | 5,12            |              |             | -3 783               |         |                             |
| 1854             | 7 029 810               | 271 258       | 189 970   | 81 288          | 38,6                                  | 27,0                                 | 11,6                                | 5,11            |              |             | -6 421               |         |                             |
| 1855             | 7 044 048               | 222 109       | 249 679   | -27 570         | 31,5                                  | 35,4                                 | -3,9                                | 5,11            |              |             |                      |         |                             |
| 1856             | 7 045 616               | 256 308       | 211 615   | 44 693          | 36,4                                  | 30,0                                 | 6,4                                 | 5,10            |              |             |                      |         |                             |
| 1857             | 7 091 652               | 286 069       | 197 287   | 88 782          | 40,3                                  | 27,8                                 | 12,5                                | 5,09            |              |             |                      |         |                             |
| 1858             | 7 151 837               | 284 645       | 198 957   | 85 688          | 39,8                                  | 27,8                                 | 12,0                                | 5,08            |              |             |                      |         |                             |
| 1859             | 7 214 655               | 287 152       | 190 741   | 96 411          | 39,8                                  | 26,4                                 | 13,4                                | 5,07            |              |             |                      |         |                             |
| 1860             | 7 277 801               | 270 285       | 183 829   | 86 456          | 37,1                                  | 25,3                                 | 11,8                                | 5,07            |              |             |                      |         |                             |
| 1861             | 7 328 855               | 267 729       | 206 381   | 61 348          | 36,5                                  | 28,2                                 | 8,4                                 | 5,07            |              |             |                      |         |                             |
| 1862             | 7 373 633               | 273 947       | 205 608   | 68 339          | 37,2                                  | 27,9                                 | 9,3                                 | 5,08            |              |             |                      |         |                             |
| 1863             | 7 429 933               | 299 164       | 204 273   | 94 891          | 40,3                                  | 27,5                                 | 12,8                                | 5,09            |              |             |                      |         |                             |
| 1864             | 7 483 274               | 290 417       | 230 321   | 60 096          | 38,8                                  | 30,8                                 | 8,0                                 | 5,10            |              |             |                      |         |                             |
| 1865             | 7 528 107               | 289 047       | 219 001   | 70 046          | 38,4                                  | 29,1                                 | 9,3                                 | 5,10            |              |             |                      |         |                             |
| 1866             | 7 532 419               | 295 548       | 336 685   | -41 137         | 39,2                                  | 44,7                                 | -5,5                                | 5,11            |              |             |                      |         |                             |
| 1867             | 7 533 238               | 271 228       | 211 279   | 59 949          | 36,0                                  | 28,0                                 | 8,0                                 | 5,12            |              |             |                      |         |                             |
| 1868             | 7 584 956               | 292 139       | 208 585   | 83 281          | 38,5                                  | 27,5                                 | 11,0                                | 5,13            |              |             |                      |         |                             |
| 1869             | 7 643 553               | 292 240       | 212 678   | 79 562          | 38,2                                  | 27,8                                 | 10,4                                | 5,14            |              |             |                      |         |                             |
| 1870             | 7 698 830               | 303 318       | 209 604   | 93 714          | 39,4                                  | 27,2                                 | 12,2                                | 5,14            |              |             |                      |         |                             |
| 1871             | 7 754 152               | 303 186       | 213 133   | 90 053          | 39,1                                  | 27,5                                 | 11,6                                | 5,14            |              |             |                      |         |                             |
| 1872             | 7 809 472               | 307 621       | 240 620   | 67 001          | 39,4                                  | 30,8                                 | 8,6                                 | 5,13            |              |             |                      |         |                             |
| 1873             | 7 864 793               | 317 639       | 262 417   | 55 223          | 40,4                                  | 33,4                                 | 7,0                                 | 5,12            |              |             |                      |         |                             |
| 1874             | 7 920 115               | 317 287       | 222 392   | 94 895          | 40,1                                  | 28,1                                 | 12,0                                | 5,11            |              |             |                      |         |                             |
| 1875             | 7 975 435               | 310 492       | 207 303   | 103 189         | 38,9                                  | 26,0                                 | 12,9                                | 5,10            |              |             |                      |         |                             |
| 1876             | 8 030 757               | 316 063       | 217 404   | 98 659          | 39,4                                  | 27,1                                 | 12,3                                | 5,09            |              |             |                      |         |                             |
| 1877             | 8 086 077               | 305 741       | 253 207   | 52 534          | 37,8                                  | 31,3                                 | 6,5                                 | 5,08            |              |             |                      |         |                             |
| 1878             | 8 141 398               | 307 300       | 250 197   | 57 103          | 37,7                                  | 30,7                                 | 7,0                                 | 5,07            |              |             |                      |         |                             |
| 1879             | 8 196 719               | 314 478       | 228 060   | 86 418          | 38,4                                  | 27,8                                 | 10,5                                | 5,07            |              |             |                      |         |                             |
| 1880             | 8 252 040               | 306 444       | 229 462   | 76 982          | 37,1                                  | 27,8                                 | 9,3                                 | 5,06            |              |             |                      |         |                             |
| 1881             | 8 301 997               | 304 793       | 245 424   | 59 369          | 36,7                                  | 29,6                                 | 7,2                                 | 5,04            |              |             |                      |         |                             |
| 1882             | 8 346 588               | 319 687       | 238 866   | 80 821          | 38,3                                  | 28,6                                 | 9,7                                 | 5,03            |              |             |                      |         |                             |
| 1883             | 8 391 180               | 314 393       | 242 901   | 71 492          | 37,5                                  | 28,9                                 | 8,5                                 | 5,02            |              |             |                      |         |                             |
| 1884             | 8 435 770               | 324 257       | 247 799   | 76 458          | 38,4                                  | 29,4                                 | 9,1                                 | 5,0             |              |             |                      |         |                             |
| 1885             | 8 480 362               | 318 788       | 249 061   | 69 727          | 37,6                                  | 29,5                                 | 8,2                                 | 4,99            |              |             |                      |         |                             |
| 1886             | 8 524 953               | 319 223       | 251 382   | 67 841          | 37,4                                  | 29,5                                 | 8,0                                 | 4,97            |              |             |                      |         |                             |
| 1887             | 8 569 544               | 315 869       | 238 119   | 77 750          | 36,9                                  | 27,8                                 | 9,1                                 | 4,96            |              |             |                      |         |                             |
| 1888             | 8 614 135               | 315 728       | 252 483   | 63 245          | 36,7                                  | 29,4                                 | 7,3                                 | 4,95            |              |             |                      |         |                             |
| 1889             | 8 658 727               | 315 811       | 232 156   | 83 655          | 36,5                                  | 26,8                                 | 9,7                                 | 4,93            |              |             |                      |         |                             |
| 1890             | 8 703 318               | 307 225       | 254 987   | 52 238          | 35,3                                  | 29,3                                 | 6,0                                 | 4,92            |              |             |                      |         |                             |
| 1891             | 8 761 173               | 322 057       | 235 832   | 86 225          | 36,8                                  | 26,9                                 | 9,8                                 | 4,91            |              |             |                      |         |                             |
| 1892             | 8 832 295               | 309 263       | 245 741   | 63 522          | 35,0                                  | 27,8                                 | 7,2                                 | 4,90            |              |             |                      |         |                             |
| 1893             | 8 903 416               | 323 817       | 243 360   | 80 457          | 36,4                                  | 27,3                                 | 9,0                                 | 4,90            |              |             |                      |         |                             |
| 1894             | 8 974 537               | 319 499       | 242 136   | 77 363          | 35,6                                  | 27,0                                 | 8,6                                 | 4,89            |              |             |                      |         |                             |
| 1895             | 9 045 659               | 329 786       | 232 691   | 97 095          | 36,5                                  | 25,7                                 | 10,7                                | 4,88            |              |             |                      |         |                             |
| 1896             | 9 116 780               | 330 862       | 224 476   | 106 386         | 36,3                                  | 24,6                                 | 11,7                                | 4,88            |              |             |                      |         |                             |
| 1897             | 9 187 901               | 327 343       | 229 050   | 98 293          | 35,6                                  | 24,9                                 | 10,7                                | 4,87            |              |             |                      |         |                             |
| 1898             | 9 259 022               | 326 519       | 224 659   | 101 860         | 35,3                                  | 24,3                                 | 11,0                                | 4,86            |              |             |                      |         |                             |
| 1899             | 9 330 143               | 329 747       | 236 614   | 93 133          | 35,3                                  | 25,4                                 | 10,0                                | 4,85            |              |             |                      |         |                             |
| 1900             | 9 333 853               | 330 662       | 227 920   | 102 742         | 35,4                                  | 24,4                                 | 11,0                                | 4,85            |              |             |                      |         |                             |
| 1901             | 9 404 689               | 325 514       | 221 052   | 104 462         | 34,6                                  | 23,5                                 | 11,1                                | 4,76            |              |             |                      |         |                             |
| 1902             | 9 474 876               | 333 619       | 222 457   | 111 162         | 35,2                                  | 23,5                                 | 11,7                                | 4,68            |              |             |                      |         |                             |
| 1903             | 9 545 134               | 318 275       | 218 448   | 99 827          | 33,3                                  | 22,9                                 | 10,5                                | 4,6             |              |             |                      |         |                             |
| 1904             | 9 615 027               | 319 433       | 222 276   | 97 157          | 33,2                                  | 23,1                                 | 10,1                                | 4,52            |              |             |                      |         |                             |
| 1905             | 9 684 512               | 300 414       | 232 999   | 67 415          | 31,0                                  | 24,1                                 | 7,0                                 | 4,44            |              |             |                      |         |                             |
| 1906             | 9 754 475               | 313 449       | 203 182   | 110 267         | 32,1                                  | 20,8                                 | 11,3                                | 4,36            |              |             |                      |         |                             |
| 1907             | 9 824 544               | 306 356       | 210 721   | 95 635          | 31,2                                  | 21,4                                 | 9,7                                 | 4,27            |              |             |                      |         |                             |
| 1908             | 9 894 520               | 308 504       | 210 101   | 98 403          | 31,2                                  | 21,2                                 | 9,9                                 | 4,19            |              |             |                      |         |                             |
| 1909             | 9 964 789               | 305 426       | 210 047   | 95 379          | 30,6                                  | 21,1                                 | 9,6                                 | 4,11            |              |             |                      |         |                             |
| 1910             | 10 035 575              | 295 617       | 196 728   | 98 889          | 29,5                                  | 19,6                                 | 9,9                                 | 4,03            |              |             |                      |         |                             |
| 1911             | 10 099 152              | 289 058       | 206 266   | 82 792          | 28,6                                  | 20,4                                 | 8,2                                 | 3,92            |              |             |                      |         |                             |
| 1912             | 10 157 344              | 280 368       | 203 324   | 77 044          | 27,6                                  | 20,0                                 | 7,6                                 | 3,82            |              |             |                      |         |                             |
| 1913             | 10 221 343              | 275 060       | 190 475   | 84 585          | 26,9                                  | 18,6                                 | 8,3                                 | 3,71            |              |             |                      |         |                             |
| 1914             | 10 283 486              | 269 142       | 188 838   | 80 304          | 26,2                                  | 18,4                                 | 7,8                                 | 3,6             |              |             |                      |         |                             |
| 1915             | 10 285 882              | 197 542       | 201 280   | -3 738          | 19,2                                  | 19,6                                 | -0,4                                | 3,5             |              |             |                      |         |                             |
| 1916             | 10 221 815              | 140 211       | 186 381   | -46 170         | 13,7                                  | 18,2                                 | -4,5                                | 3,39            |              |             |                      |         |                             |
| 1917             | 10 128 304              | 126 916       | 188 649   | -61 733         | 12,5                                  | 18,6                                 | -6,1                                | 3,28            |              |             |                      |         |                             |
| 1918             | 10 004 335              | 120 579       | 236 035   | -115 456        | 12,1                                  | 23,6                                 | -11,5                               | 3,18            |              |             |                      |         |                             |
| 1919             | 9 921 710               | 189 675       | 177 428   | 12 247          | 19,1                                  | 17,9                                 | 1,2                                 | 3,07            |              |             |                      |         |                             |
| 1920             | 9 978 420               | 244 668       | 176 562   | 68 106          | 24,5                                  | 17,7                                 | 6,8                                 | 2,97            |              |             |                      |         |                             |
| 1921             | 10 002 030              | 257 281       | 161 321   | 95 960          | 25,7                                  | 16,1                                 | 9,6                                 | 3,08            |              |             |                      |         |                             |
| 1922             | 10 112 730              | 248 728       | 163 366   | 85 362          | 24,6                                  | 16,2                                 | 8,4                                 | 2,93            |              |             | -14 842              |         |                             |
| 1923             | 10 198 370              | 241 230       | 142 335   | 98 895          | 23,7                                  | 14,0                                 | 9,7                                 | 2,80            |              |             | -10 930              |         |                             |
| 1924             | 10 277 770              | 228 894       | 146 098   | 82 796          | 22,3                                  | 14,2                                 | 8,1                                 | 2,55            |              |             | -7 856               |         |                             |
| 1925             | 10 369 760              | 225 555       | 146 450   | 79 105          | 21,8                                  | 14,1                                 | 7,6                                 | 2,51            |              |             | -8 720               |         |                             |
| 1926             | 10 442 610              | 219 802       | 148 298   | 71 504          | 21,0                                  | 14,2                                 | 6,8                                 | 2,40            |              |             | -6 488               |         |                             |
| 1927             | 10 495 940              | 208 711       | 155 479   | 53 232          | 19,9                                  | 14,8                                 | 5,1                                 | 2,26            |              |             | -5 501               |         |                             |
| 1928             | 10 549 221              | 208 942       | 147 064   | 61 878          | 19,8                                  | 13,9                                 | 5,9                                 | 2,23            |              |             | -6 634               |         |                             |
| 1929             | 10 597 761              | 203 064       | 155 493   | 47 571          | 19,2                                  | 14,7                                 | 4,5                                 | 2,15            |              |             | -5 440               |         |                             |
| 1930             | 10 648 057              | 207 224       | 142 159   | 65 065          | 19,5                                  | 13,4                                 | 6,1                                 | 2,17            |              |             | -4 948               |         |                             |
| 1931             | 10 702 208              | 196 214       | 144 534   | 51 680          | 18,3                                  | 13,5                                 | 4,8                                 | 2,04            |              |             | -3 105               |         |                             |
| 1932             | 10 750 003              | 190 397       | 142 997   | 47 400          | 17,7                                  | 13,3                                 | 4,4                                 | 1,98            |              |             | -1 246               |         |                             |
| 1933             | 10 791 313              | 176 201       | 140 906   | 35 295          | 16,3                                  | 13,1                                 | 3,3                                 | 1,81            |              |             | -211                 |         |                             |
| 1934             | 10 826 082              | 171 042       | 135 914   | 35 128          | 15,8                                  | 12,6                                 | 3,2                                 | 1,78            |              |             | -1 069               |         |                             |
| 1935             | 10 853 125              | 161 748       | 140 878   | 20 870          | 14,9                                  | 13,0                                 | 1,9                                 | 1,70            |              |             | -1 044               |         |                             |
| 1936             | 10 872 519              | 157 992       | 139 093   | 18 899          | 14,5                                  | 12,8                                 | 1,7                                 | 1,68            |              |             | -1 538               |         |                             |
| 1937             | 10 888 540              | 155 996       | 139 558   | 16 438          | 14,3                                  | 12,8                                 | 1,5                                 | 1,65            |              |             | -2 997               |         |                             |
| 1938             | 10 877 442              | 163 525       | 143 115   | 20 410          | 15,0                                  | 13,2                                 | 1,9                                 | 1,85            |              |             |                      |         |                             |
| 1939             | 11 105 990              | 192 344       | 146 976   | 45 368          | 17,3                                  | 13,2                                 | 4,1                                 | 1,94            |              |             |                      |         |                             |
| 1940             | 11 159 539              | 218 043       | 153 499   | 64 544          | 19,5                                  | 13,8                                 | 5,8                                 | 2,20            |              |             |                      |         |                             |
| 1941             | 11 129 373              | 208 913       | 152 048   | 56 865          | 18,8                                  | 13,7                                 | 5,1                                 | 2,25            |              |             |                      |         |                             |
| 1942             | 11 054 018              | 199 259       | 153 096   | 46 163          | 18,0                                  | 13,8                                 | 4,2                                 | 2,42            |              |             |                      |         |                             |
| 1943             | 11 034 846              | 225 379       | 153 349   | 72 030          | 20,4                                  | 13,9                                 | 6,5                                 | 2,76            |              |             |                      |         |                             |
| 1944             | 11 109 341              | 230 183       | 161 457   | 68 726          | 20,7                                  | 14,5                                 | 6,2                                 | 2,80            |              |             |                      |         |                             |
| 1945             | 10 692 912              | 194 182       | 184 944   | 9 238           | 18,2                                  | 17,3                                 | 0,9                                 | 2,51            |              |             |                      |         |                             |
| 1946             | 9 523 266               | 210 454       | 134 568   | 75 886          | 22,1                                  | 14,1                                 | 8,0                                 | 3,07            |              |             |                      |         |                             |
| 1947             | 8 765 230               | 206 745       | 105 277   | 101 468         | 23,6                                  | 12,0                                 | 11,6                                | 3,21            |              |             | 49 731               |         |                             |
| 1948             | 8 893 104               | 197 837       | 101 501   | 96 336          | 22,2                                  | 11,4                                 | 10,8                                | 2,82            |              |             | 720                  |         |                             |
| 1949             | 8 892 613               | 185 484       | 104 632   | 80 852          | 20,9                                  | 11,8                                 | 9,1                                 | 2,68            |              |             | 3 202                |         |                             |
| 1950             | 8 925 122               | 188 341       | 103 203   | 85 138          | 21,1                                  | 11,6                                 | 9,5                                 | 2,77            | 32 230       | 15 446      | 16 784               |         |                             |
| 1951             | 9 023 170               | 185 570       | 102 658   | 82 912          | 20,6                                  | 11,4                                 | 9,2                                 | 2,74            | 37 664       | 24 754      | 12 910               |         |                             |
| 1952             | 9 125 183               | 180 143       | 97 726    | 82 417          | 19,9                                  | 10,8                                 | 9,1                                 | 2,69            | 40 773       | 19 751      | 21 022               |         |                             |
| 1953             | 9 220 908               | 172 547       | 98 837    | 73 710          | 18,9                                  | 10,8                                 | 8,1                                 | 2,61            | 30 733       | 19 408      | 11 325               | 25 175  | 1 265                       |
| 1954             | 9 290 617               | 168 402       | 99 636    | 68 766          | 18,3                                  | 10,8                                 | 7,5                                 | 2,58            | 28 269       | 30 645      | -2 376               | 25 773  | 2 268                       |
| 1955             | 9 365 969               | 165 874       | 93 300    | 72 574          | 17,9                                  | 10,1                                 | 7,8                                 | 2,58            | 25 454       | 22 047      | 3 437                | 25 850  | 2 430                       |
| 1956             | 9 442 040               | 162 509       | 93 526    | 68 983          | 17,4                                  | 10,0                                 | 7,4                                 | 2,57            | 23 972       | 17 796      | 6 176                | 25 079  | 2 420                       |
| 1957             | 9 513 758               | 155 429       | 98 687    | 56 742          | 16,6                                  | 10,5                                 | 6,0                                 | 2,49            | 20 665       | 13 833      | 6 832                | 27 967  | 5 742                       |
| 1958             | 9 574 650               | 141 762       | 93 697    | 48 065          | 15,0                                  | 9,9                                  | 5,1                                 | 2,31            | 20 175       | 14 057      | 6 118                | 67 643  | 49 035                      |
| 1959             | 9 618 554               | 128 982       | 97 159    | 31 823          | 13,6                                  | 10,3                                 | 3,4                                 | 2,15            | 22 209       | 14 155      | 8 054                | 79 269  | 61 914                      |
| 1960             | 9 659 818               | 128 879       | 93 863    | 35 016          | 13,6                                  | 9,9                                  | 3,7                                 | 2,12            | 20 010       | 13 489      | 6 521                | 85 213  | 67 550                      |
| 1961             | 9 588 016               | 131 019       | 94 973    | 36 046          | 13,7                                  | 9,9                                  | 3,8                                 | 2,13            | 18 599       | 13 688      | 4 911                | 87 362  | 70 062                      |
| 1962             | 9 621 808               | 133 557       | 104 318   | 29 239          | 13,9                                  | 10,8                                 | 3,0                                 | 2,14            | 19 225       | 13 402      | 5 823                | 83 565  | 66 031                      |
| 1963             | 9 668 741               | 148 840       | 100 129   | 48 711          | 15,4                                  | 10,4                                 | 5,0                                 | 2,33            | 20 797       | 12 520      | 8 277                | 71 677  | 51 470                      |
| 1964             | 9 730 019               | 154 420       | 101 984   | 52 436          | 15,9                                  | 10,5                                 | 5,4                                 | 2,36            | 20 139       | 15 325      | 4 814                | 70 888  | 51 524                      |
| 1965             | 9 785 102               | 147 438       | 105 108   | 42 330          | 15,1                                  | 10,7                                 | 4,3                                 | 2,18            | 19 377       | 15 849      | 3 528                | 76 341  | 58 554                      |
| 1966             | 9 826 188               | 141 162       | 105 784   | 35 378          | 14,4                                  | 10,8                                 | 3,6                                 | 2,01            | 20 504       | 18 377      | 2 127                | 83 316  | 65 818                      |
| 1967             | 9 854 241               | 138 448       | 108 967   | 29 481          | 14,1                                  | 11,1                                 | 3,0                                 | 1,90            | 19 598       | 23 162      | -3 267               | 86 731  | 69 850                      |
| 1968             | 9 877 632               | 137 437       | 115 195   | 22 242          | 13,9                                  | 11,7                                 | 2,3                                 | 1,83            | 17 741       | 19 895      | -1 562               | 89 089  | 72 488                      |
| 1969             | 9 896 695               | 143 165       | 120 653   | 22 512          | 14,5                                  | 12,2                                 | 2,3                                 | 1,85            | 15 717       | 18 441      | -2 724               | 91 088  | 74 263                      |
| 1970             | 9 805 157               | 147 865       | 123 327   | 24 538          | 15,1                                  | 12,6                                 | 2,5                                 | 1,91            | 16 531       | 20 881      | -4 350               | 89 509  | 71 893                      |
| 1971             | 9 830 602               | 154 180       | 122 375   | 31 805          | 15,7                                  | 12,5                                 | 3,2                                 | 1,98            | 15 232       | 12 742      | 2 490                | 86 452  | 68 652                      |
| 1972             | 9 868 379               | 163 661       | 119 205   | 44 456          | 16,6                                  | 12,1                                 | 4,5                                 | 2,07            | 13 743       | 10 859      | 2 884                | 84 821  | 65 079                      |
| 1973             | 9 919 519               | 181 750       | 124 437   | 57 313          | 18,3                                  | 12,5                                 | 5,8                                 | 2,29            | 15 698       | 11 083      | 4 615                | 76 986  | 55 898                      |
| 1974             | 9 994 761               | 194 215       | 126 809   | 67 406          | 19,4                                  | 12,7                                 | 6,7                                 | 2,43            | 14 162       | 11 110      | 3 052                | 78 130  | 56 969                      |
| 1975             | 10 062 366              | 191 776       | 124 314   | 67 462          | 19,1                                  | 12,4                                 | 6,7                                 | 2,40            | 12 835       | 10 434      | 2 401                | 76 342  | 55 511                      |
| 1976             | 10 128 220              | 187 378       | 125 232   | 62 146          | 18,5                                  | 12,4                                 | 6,1                                 | 2,35            | 12 921       | 10 291      | 2 630                | 77 908  | 56 889                      |
| 1977             | 10 189 312              | 181 763       | 126 214   | 55 549          | 17,8                                  | 12,4                                 | 5,5                                 | 2,32            | 11 408       | 10 101      | 1 307                | 81 656  | 61 114                      |
| 1978             | 10 245 686              | 178 901       | 127 136   | 51 765          | 17,5                                  | 12,4                                 | 5,1                                 | 2,32            | 11 583       | 9 511       | 2 064                | 83 915  | 63 904                      |
| 1979             | 10 296 489              | 172 112       | 127 949   | 44 163          | 16,7                                  | 12,4                                 | 4,3                                 | 2,28            | 11 336       | 8 842       | 2 494                | 83 624  | 64 505                      |
| 1980             | 10 326 792              | 153 801       | 135 537   | 18 264          | 15,0                                  | 13,2                                 | 1,8                                 | 2,10            | 11 401       | 9 545       | 1 856                | 86 503  | 68 930                      |
| 1981             | 10 303 208              | 144 438       | 130 407   | 14 031          | 14,0                                  | 12,7                                 | 1,4                                 | 2,02            | 10 851       | 9 134       | 1 717                | 89 373  | 71 574                      |
| 1982             | 10 314 321              | 141 738       | 130 765   | 10 973          | 13,7                                  | 12,7                                 | 1,1                                 | 2,01            | 11 076       | 9 328       | 1 748                | 91 531  | 74 574                      |
| 1983             | 10 322 823              | 137 431       | 134 474   | 2 957           | 13,3                                  | 13,0                                 | 0,3                                 | 1,96            | 10 745       | 8 362       | 2 383                | 92 033  | 75 037                      |
| 1984             | 10 330 481              | 136 941       | 132 188   | 4 753           | 13,3                                  | 12,8                                 | 0,5                                 | 1,97            | 10 699       | 8 078       | 2 621                | 96 638  | 79 534                      |
| 1985             | 10 336 742              | 135 881       | 131 641   | 4 240           | 13,1                                  | 12,7                                 | 0,4                                 | 1,96            | 9 918        | 7 723       | 2 195                | 99 357  | 83 042                      |
| 1986             | 10 340 737              | 133 356       | 132 585   | 771             | 12,9                                  | 12,8                                 | 0,1                                 | 1,94            | 10 712       | 7 699       | 3 013                | 99 452  | 83 564                      |
| 1987             | 10 348 834              | 130 921       | 127 244   | 3 677           | 12,7                                  | 12,3                                 | 0,4                                 | 1,91            | 9 934        | 7 213       | 2 721                | 126 690 | 109 626                     |
| 1988             | 10 356 359              | 132 667       | 125 694   | 6 973           | 12,8                                  | 12,1                                 | 0,7                                 | 1,94            | 9 984        | 7 440       | 2 544                | 129 349 | 113 730                     |
| 1989             | 10 362 257              | 128 356       | 127 747   | 609             | 12,4                                  | 12,3                                 | 0,1                                 | 1,87            | 9 400        | 7 941       | 1 459                | 126 507 | 111 683                     |
| 1990             | 10 362 740              | 130 564       | 129 166   | 1 398           | 12,6                                  | 12,5                                 | 0,1                                 | 1,89            | 12 411       | 11 787      | 624                  | 126 055 | 111 268                     |
| 1991             | 10 308 682              | 129 354       | 124 290   | 5 064           | 12,5                                  | 12,1                                 | 0,5                                 | 1,86            | 14 096       | 11 220      | 2 876                | 120 050 | 106 042                     |
| 1992             | 10 317 807              | 121 705       | 120 337   | 1 368           | 11,8                                  | 11,7                                 | 0,1                                 | 1,72            | 19 072       | 7 291       | 11 781               | 109 281 | 94 180                      |
| 1993             | 10 330 607              | 121 025       | 118 185   | 2 840           | 11,7                                  | 11,4                                 | 0,3                                 | 1,67            | 12 900       | 7 424       | 5 476                | 85 445  | 70 634                      |
| 1994             | 10 336 162              | 106 579       | 117 373   | -10 794         | 10,3                                  | 11,4                                 | -1,0                                | 1,44            | 10 207       | 265         | 9 942                | 67 434  | 54 836                      |
| 1995             | 10 330 759              | 96 097        | 117 913   | -21 816         | 9,3                                   | 11,4                                 | -2,1                                | 1,28            | 10 540       | 541         | 9 999                | 61 590  | 49 531                      |
| 1996             | 10 315 353              | 90 446        | 112 782   | -22 336         | 8,8                                   | 10,9                                 | -2,2                                | 1,19            | 10 857       | 728         | 10 129               | 59 962  | 48 086                      |
| 1997             | 10 303 642              | 90 657        | 112 744   | -22 087         | 8,8                                   | 10,9                                 | -2,1                                | 1,17            | 12 880       | 805         | 12 075               | 56 973  | 45 022                      |
| 1998             | 10 294 943              | 90 535        | 109 527   | -18 992         | 8,8                                   | 10,6                                 | -1,8                                | 1,16            | 10 729       | 1 241       | 9 488                | 55 654  | 42 959                      |
| 1999             | 10 282 784              | 89 471        | 109 768   | -20 297         | 8,7                                   | 10,7                                 | -2,0                                | 1,13            | 9 910        | 1 136       | 8 774                | 52 103  | 39 382                      |
| 2000             | 10 272 503              | 90 910        | 109 001   | -18 091         | 8,8                                   | 10,6                                 | -1,8                                | 1,14            | 7 802        | 1 263       | 6 539                | 47 370  | 34 623                      |
| 2001             | 10 224 192              | 90 715        | 107 755   | -17 040         | 8,9                                   | 10,5                                 | -1,7                                | 1,15            | 12 918       | 21 469      | -8 551               | 45 057  | 32 528                      |
| 2002             | 10 200 774              | 92 786        | 108 243   | -15 457         | 9,1                                   | 10,6                                 | -1,5                                | 1,17            | 44 679       | 32 389      | 12 290               | 43 743  | 31 142                      |
| 2003             | 10 201 651              | 93 685        | 111 288   | -17 603         | 9,2                                   | 10,9                                 | -1,7                                | 1,18            | 60 015       | 34 226      | 25 789               | 42 304  | 29 298                      |
| 2004             | 10 206 923              | 97 664        | 107 177   | -9 513          | 9,6                                   | 10,5                                 | -0,9                                | 1,23            | 53 453       | 34 818      | 18 635               | 41 324  | 27 574                      |
| 2005             | 10 234 092              | 102 211       | 107 938   | -5 727          | 10,0                                  | 10,5                                 | -0,6                                | 1,28            | 60 294       | 24 065      | 36 229               | 40 023  | 26 453                      |
| 2006             | 10 266 646              | 105 831       | 104 441   | 1 390           | 10,3                                  | 10,2                                 | 0,1                                 | 1,33            | 68 183       | 33 463      | 34 720               | 39 959  | 25 352                      |
| 2007             | 10 322 689              | 114 632       | 104 636   | 9 996           | 11,1                                  | 10,1                                 | 1,0                                 | 1,44            | 104 445      | 20 500      | 83 945               | 40 917  | 25 414                      |
| 2008             | 10 429 692              | 119 570       | 104 948   | 14 622          | 11,5                                  | 10,1                                 | 1,4                                 | 1,50            | 77 817       | 6 027       | 71 790               | 41 446  | 25 760                      |
| 2009             | 10 491 492              | 118 348       | 107 421   | 10 927          | 11,3                                  | 10,2                                 | 1,0                                 | 1,49            | 39 973       | 11 629      | 28 344               | 40 528  | 24 636                      |
| 2010             | 10 517 247              | 117 153       | 106 844   | 10 309          | 11,1                                  | 10,2                                 | 0,9                                 | 1,49            | 30 515       | 14 867      | 15 648               | 39 273  | 23 998                      |
| 2011             | 10 496 672              | 108 673       | 106 848   | 1 825           | 10,4                                  | 10,2                                 | 0,2                                 | 1,42            | 22 590       | 5 701       | 16 889               | 38 864  | 24 055                      |
| 2012             | 10 509 286              | 108 576       | 108 189   | 387             | 10,3                                  | 10,3                                 | 0,0                                 | 1,45            | 30 298       | 20 005      | 10 293               | 37 733  | 23 032                      |
| 2013             | 10 510 719              | 106 751       | 109 160   | -2 409          | 10,2                                  | 10,4                                 | -0,2                                | 1,46            | 29 579       | 30 876      | -1 297               | 37 687  | 22 714                      |
| 2014             | 10 524 783              | 109 860       | 105 665   | 4 195           | 10,4                                  | 10,0                                 | 0,4                                 | 1,53            | 41 625       | 19 964      | 21 661               | 36 956  | 21 893                      |
| 2015             | 10 542 942              | 110 734       | 111 173   | -409            | 10,5                                  | 10,5                                 | -0,0                                | 1,57            | 34 922       | 18 945      | 15 977               | 35 761  | 20 403                      |
| 2016             | 10 565 284              | 112 663       | 107 705   | 4 913           | 10,7                                  | 10,2                                 | 0,5                                 | 1,63            | 37 503       | 17 439      | 20 063               | 35 921  | 20 406                      |
| 2017             | 10 589 526              | 114 405       | 111 443   | 2 962           | 10,8                                  | 10,5                                 | 0,3                                 | 1,69            | 45 957       | 17 684      | 28 273               | 35 012  | 19 415                      |
| 2018             | 10 626 430              | 114 036       | 112 920   | 1 116           | 10,7                                  | 10,6                                 | 0,1                                 | 1,7             | 58 148       | 19 519      | 38 629               | 32 952  | 18 298                      |
| 2019             | 10 669 324              | 112 231       | 112 362   | -131            | 10,5                                  | 10,5                                 | -0,0                                | 1,7             | 65 571       | 21 301      | 44 270               | 31 797  | 17 757                      |
| 2020             | 10 700 155              | 110 200       | 129 289   | -19 089         | 10,3                                  | 12,1                                 | -1,8                                | 1,71            | 55 661       | 28 734      | 26 927               | 30 368  | 16 886                      |
| 2021             | 10 500 850              | 111 793       | 139 891   | -28 098         | 10,6                                  | 13,3                                 | -2,7                                | 1,83            | 69 201       | 19 232      | 49 969               | 27 959  | 15 492                      |
| 2022             | 10 759 525              | 101 299       | 120 219   | -18 920         | 9,5                                   | 11,4                                 | -1,9                                | 1,62            | 349 548      | 19 806      | 329 742              | 27 598  | 16 438                      |
| 2023             | 10 878 042              | 91 149        | 112 795   | -21 646         | 8,4                                   | 10,4                                 | -2,0                                | 1,45            | 141 263      | 46 591      | 94 672               | 24 940  | 15 088                      |
| 2024             | 10 886 531              | 84 311        | 112 211   | -27 900         | 7,7                                   | 10,3                                 | -2,6                                | 1,37            | 121 823      | 84 978      | 36 845               |         |                             |
| Rok              | Populace (střední stav) | Živě narození | Zemřelí   | Přirozená změna | Hrubá míra porodnosti (na 1000 obyv,) | Hrubá míra úmrtnosti (na 1000 obyv,) | Přirozený přírůstek (na 1000 obyv,) | Úhrnná plodnost | Přistěhovalí | Vystěhovalí | Přírůstek stěhováním | —       | —                           |
| Celkem 1950–2024 | —                       | 9 889 674     | 8 536 330 | 1 353 344       | 987                                   | 844                                  | 143                                 | —               | 2 501 405    | 1 202 286   | 1 299 119            | —       | —                           |
| Průměr 1950–2024 | 10 128 036              | 131 862       | 113 818   | 18 044          | 13,2                                  | 11,3                                 | 1,9                                 | 1,85            | 33 352       | 16 030      | 17 322               | —       | —                           |

### Úhrnná plodnost podle krajů
| Kraj                 | Plodnost |
| -------------------- | -------- |
| Kraj Vysočina        | 1,50     |
| Olomoucký kraj       | 1,46     |
| Zlínský kraj         | 1,45     |
| Jihočeský kraj       | 1,45     |
| Pardubický kraj      | 1,45     |
| Královéhradecký kraj | 1,41     |
| Ústecký kraj         | 1,41     |
| Jihomoravský kraj    | 1,40     |
| Středočeský kraj     | 1,38     |
| Česko                | 1,37     |
| Moravskoslezský kraj | 1,35     |
| Liberecký kraj       | 1,34     |
| Plzeňský kraj        | 1,33     |
| Praha                | 1,28     |
| Karlovarský kraj     | 1,15     |

### Aktuální populační statistiky
| Období              | Živě narození       | Úmrtí              | Přirozená změna |
| ------------------- | ------------------- | ------------------ | --------------- |
| leden – březen 2024 | 20 299              | 29 504             | -9 205          |
| leden – březen 2025 | 18 095              | 30 646             | -12 551         |
| Změna               | ▼ -2 204 (-10,86 %) | ▲ +1 142 (+3,87 %) | ▼ -3 346        |

## Hustota zalidnění

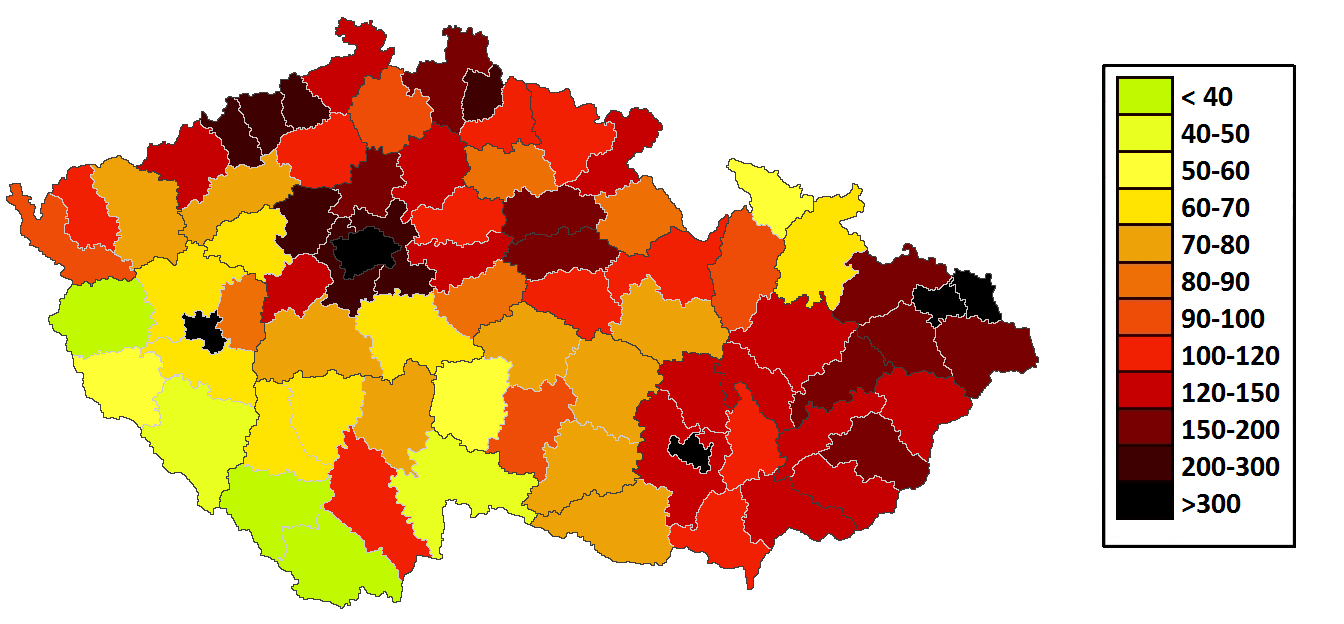
Hustota obyvatelstva

Česko má v Evropě nadprůměrnou hustotu zalidnění – 134 obyvatel/km², což je řadí na 12. místo v Evropě.[zdroj?] Pás nejnižší hustoty zalidnění lemuje jihozápadní a jižní hranici státu a tvoří jej okresy od Tachova po Jindřichův Hradec.
Úplně nejnižší hustotu mají Prachaticko (37 obyvatel/km²) a Českokrumlovsko (37,5 obyvatel na km²). Naopak nejvyšší hustotu zalidnění mají kromě čtyř městských okresů (Praha, okres Brno-město, okres Ostrava-město, okres Plzeň-město) také průmyslové oblasti jako okres Most, okres Teplice, okres Ústí nad Labem, okres Jablonec nad Nisou, okres Kladno, okres Karviná, které mají přes 200 obyvatel/km².

## Národnostní složení
Při sčítání lidu v roce 2011 respondenti mohli uvést jednu národnost, dvě národnosti nebo neuvést národnost žádnou. Národnost „česká“ či národnost „moravská“ tak pravděpodobně obsahují i obyvatele některých jiných menšin, kteří se z různých důvodů nechtěli hlásit ke svému původu. Národnost je, dle místopředsedy ČSÚ Drápala, „na rozdíl od jazyka nebo občanství otázkou pocitu a je na každém z nás, jestli budeme chtít do formulářů tento pocit uvést“. Celých 25 % obyvatel (2 642 666) se však k žádné národnosti nepřihlásilo, 163 648 (1,6 %) se pak přihlásilo ke dvěma národnostem.
Pouze k české národnosti se hlásilo 6 711 624 (64,3 %) obyvatel, druhou nejsilnější skupinou byla národnost moravská (521 801 – 5,0 %) a na třetím místě národnost slovenská (147 152 – 1,4 %), následovaly národnost ukrajinská (53 253 – 0,5 %), polská (39 096 – 0,4 %) a vietnamská (29 660 – 0,3 %). Při započtení obyvatel, kteří se hlásili ke dvou národnostem se k české národnosti hlásilo 6 848 945, k moravské 627 613 a ke slovenské 166 956 obyvatel.
| Národnostní skupina | rok 1921   | rok 1921   | rok 1930   | rok 1930   | rok 1950  | rok 1950  | rok 1961  | rok 1961  | rok 1970  | rok 1970  | rok 1980   | rok 1980   | rok 1991   | rok 1991   | rok 2001   | rok 2001   | rok 2011   | rok 2011   | rok 2021   | rok 2021   |
| Národnostní skupina | Počet      | %          | Počet      | %          | Počet     | %         | Počet     | %         | Počet     | %         | Počet      | %          | Počet      | %          | Počet      | %          | Počet      | %          | Počet      | %          |
| ------------------- | ---------- | ---------- | ---------- | ---------- | --------- | --------- | --------- | --------- | --------- | --------- | ---------- | ---------- | ---------- | ---------- | ---------- | ---------- | ---------- | ---------- | ---------- | ---------- |
| Češi                | 6 734 684  | 67,3       | 7 286 271  | 68,3       | 8 343 558 | 93,9      | 9 023 501 | 94,2      | 9 270 617 | 94,4      | 9 733 925  | 94,6       | 8 363 768  | 81,2       | 9 249 777  | 90,5       | 6 711 624  | 64,3       | 6 033 014  | 57,3       |
| Moravané            | 6 734 684  | 67,3       | 7 286 271  | 68,3       | 8 343 558 | 93,9      | 9 023 501 | 94,2      | 9 270 617 | 94,4      | 9 733 925  | 94,6       | 1 362 313  | 13,2       | 380 474    | 3,7        | 521 801    | 5,0        | 359 621    | 3,4        |
| Slezané             | 47 314     | 0,5        | 24 697     | 0,2        | 8 343 558 | 93,9      | 9 023 501 | 94,2      | 9 270 617 | 94,4      | 9 733 925  | 94,6       | 44 446     | 0,4        | 10 878     | 0,1        | 12 214     | 0,1        | 12 451     | 0,1        |
| Slezané             | 47 314     | 0,5        | 24 697     | 0,2        | 70 816    | 0,8       | 66 540    | 0,7       | 64 074    | 0,7       | 66 123     | 0,6        | 44 446     | 0,4        | 10 878     | 0,1        | 12 214     | 0,1        | 12 451     | 0,1        |
| Poláci              | 81 914     | 0,8        | 90 539     | 0,9        | 70 816    | 0,8       | 66 540    | 0,7       | 64 074    | 0,7       | 66 123     | 0,6        | 59 383     | 0,6        | 51 968     | 0,5        | 39 096     | 0,4        | 26 802     | 0,3        |
| Slováci             | 15 732     | 0,2        | 44 451     | 0,4        | 258 025   | 2,9       | 275 997   | 2,9       | 320 998   | 3,3       | 359 370    | 3,5        | 314 877    | 3,1        | 193 190    | 1,9        | 147 152    | 1,4        | 96 041     | 0,9        |
| Němci               | 3 059 961  | 30,6       | 3 149 629  | 29,5       | 159 938   | 1,8       | 134 143   | 1,4       | 80 903    | 0,8       | 58 211     | 0,6        | 48 556     | 0,5        | 39 106     | 0,4        | 18 658     | 0,2        | 9 128      | 0,1        |
| Ukrajinci           |            |            |            |            | 19 384    | 0,2       | 19 549    | 0,2       | 9 794     | 0,1       | 10 271     | 0,1        | 8 220      | 0,1        | 22 112     | 0,2        | 53 253     | 0,5        | 78 068     | 0,7        |
| Vietnamci           |            |            |            |            |           |           |           |           |           |           |            |            | 421        | 0,0        | 17 462     | 0,2        | 29 660     | 0,3        | 31 469     | 0,3        |
| Maďaři              | 7 049      | 0,1        | 11 427     | 0,1        | 13 201    | 0,1       | 15 152    | 0,2       | 18 472    | 0,2       | 19 676     | 0,2        | 19 932     | 0,2        | 14 672     | 0,1        | 8 920      | 0,1        |            |            |
| Rusové              |            |            |            |            | 19 384    | 0,2       | 19 549    | 0,2       | 6 619     | 0,1       | 5 051      | 0,0        | 5 062      | 0,0        | 12 369     | 0,1        | 17 872     | 0,2        | 25 296     | 0,2        |
| Romové              |            |            |            |            |           |           |           |           |           |           |            |            | 32 903     | 0,3        | 11 746     | 0,1        | 5 135      | 0,0        | 4 458      | 0,0        |
| Rusíni              |            |            |            |            |           |           |           |           |           |           |            |            | 1 926      | 0,0        | 1 106      | 0,0        | 739        | 0,0        |            |            |
| Ostatní/Neuvedeno   | 59 080     | 0,6        | 71 411     | 0,7        | 31 211    | 0,4       | 36 649    | 0,4       | 36 220    | 0,4       | 39 300     | 0,4        | 40 408     | 0,4        | 225 200    | 2,2        | 2 806 314  | 26,9       | 3 321 058  | 31,6       |
| Celkově             | 10 005 734 | 10 005 734 | 10 674 386 | 10 674 386 | 8 896 133 | 8 896 133 | 9 571 531 | 9 571 531 | 9 807 697 | 9 807 697 | 10 291 927 | 10 291 927 | 10 302 215 | 10 302 215 | 10 230 060 | 10 230 060 | 10 436 560 | 10 436 560 | 10 524 167 | 10 524 167 |

Podle výsledků sčítání lidu v roce 2001 se k české národnosti hlásilo 90,4 % obyvatel, čímž Česká republika byla jedním z nejvíce národnostně homogenních (stejnorodých) států v Evropě (po Polsku, Albánii, Islandu a Maltě). Ostatní národnosti byly v ČR zastoupeny jen následovně: moravská (3,7 %), slovenská (1,89 %), slezská (0,10 %), polská (0,51 %), německá (0,38 %), ukrajinská (0,22 %), vietnamská (0,17 %), romská (0,11 %) a ostatní (2,47 %). Ovšem zejména v případě romské národnosti neodpovídaly výsledky sčítání etnickému původu, ačkoliv byli Romové státem, obcemi i školenými asistenty povzbuzováni k uvedení své národnosti do sčítacího formuláře. K této národnostní menšině se přihlásilo o 6,5 tisíce lidí méně, než při sčítání lidu v roce 2001, odhadovaný počet občanů romského etnika v České republice je asi 250 tisíc obyvatel.

## Státní občanství obyvatel a cizinci

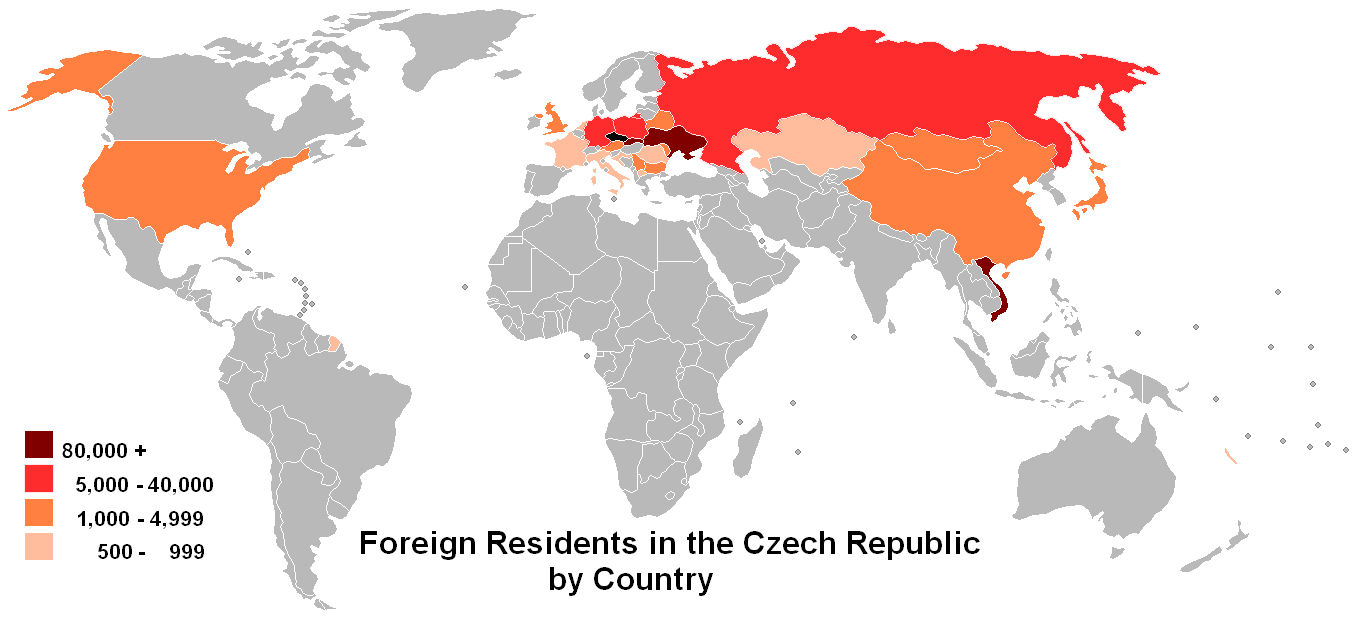
Mapa národností cizinců v Česku (2011)

Podle výsledků sčítání lidu v roce 2011 trvale žilo v České republice 9 569 568 státních občanů České republiky (94,9 % obyvatelstva ČR) a 541 664 cizinců (5,1 %). Největší skupinu tvořilo 117 810 státních občanů Ukrajiny (26,2 % cizinců), 84 380 občanů Slovenska (18,8 % cizinců), 53 110 občanů Vietnamu (11,8 % cizinců) a 36 055 občanů Ruska (8,0 % cizinců). Jsou zde také velké územní rozdíly, nejvíce cizinců absolutně i relativně žije v Praze, kde 205 207 cizinců tvoří 16,1 % obyvatelstva, nejméně pak ve Kraji Vysočina (9 871, 1,9 % obyvatelstva) a Zlínském kraji (10 327, 1,7 % obyvatelstva).
Podle údajů Ministerstva vnitra žije k 30. 11. 2011 v Česku legálně 406 211 cizinců ze 181 států – nejvíce jsou zastoupeni státní občané Ukrajiny (106 040 osob), Slovenska (80 967), Vietnamu (55 585 osob), Ruska (27 320 osob), Polska (19 048 osob) a Německa (15 702 osob). V roce 2010 státní občanství České republiky nabylo 1 495 cizinců, když největší část tvořili státní občané Slovenska (38 %) a Ukrajiny (26 %). Dlouhodobě počet nabytých občanství ročně klesá.
Za rok 2007 do České republiky imigrovalo rekordních 104,4 tisíce osob (o 36 tisíc více než v roce 2006). Roční přírůstek obyvatel registrovanou zahraniční migrací činil 35–36 tisíc v letech 2005–2006, 83,9 tisíce v roce 2007 a 71,8 tisíce osob v roce 2008. V roce 2010 to však bylo už jen 15,6 tisíce osob. Výrazný pokles přílivu cizinců byly způsoben hospodářskou krizí, ale i složitým byrokratickým systémem při udělování povolení k pobytu v ČR, který se od ledna 2011 ještě zpřísnil (zahraniční podnikatelé musí prokázat, že mají na 2 roky zajištěn příjem, musí předkládat potvrzení o průměrném měsíčním příjmu minimálně za posledního půl roku).
Vietnamci zde žijí nejdéle (průměrně 8 let), lidé z bývalé Jugoslávie jen o rok méně. Většinou jsou to lidé se středním odborným vzděláním (51 %). Nejvíce vysokoškolsky vzdělaných do ČR přichází z Ruska (27 % imigrantů). Nejvíce z výdělku posílají domů Ukrajinci (17 % příjmu).

### Počet cizinců v Česku
Dle statistik Českého statistického úřadu z roku 2022 má v Česku pobyt nad 12 měsíců 1 100 277 cizinců (v roce 2019 to bylo 582 336), ze kterých je 226 426 občany EU (v roce 2008 245 292).
Seznam národností cizinců v Česku, kteří mají v Česku pobyt nad 12 měsíců:
| Státy EU (2022) Celkem 226 426; nad 500 osob: - Slovensko 117 265 - Rumunsko 19 724 - Polsko 17 884 - Bulharsko 17 673 - Německo 14 032 - Maďarsko 10 517 - Itálie 5 994 - Francie 4 122 - Chorvatsko 3 272 - Nizozemsko 2 398 - Rakousko 2 378 - Španělsko 2 084 - Řecko 1 910 - Švédsko 1 064 - Portugalsko 957 - Litva 821 - Irsko 809 - Belgie 764 - Lotyšsko 764 - Slovinsko 566 | Státy mimo EU (2022) Celkem 873 851; nad 1000 osob: - Ukrajina 630 571 - Vietnam 66 238 - Rusko 41 655 - Mongolsko 11 709 - Spojené státy americké 9 079 - Indie 7 995 - Spojené království 7 886 - Kazachstán 7 798 - Čína 7 762 - Bělorusko 7 675 - Moldavsko 7 101 - Srbsko 6 020 - Filipíny 4 827 - Turecko 4 411 - Uzbekistán 3 015 - Severní Makedonie 2 685 - Jižní Korea 2 556 - Bosna a Hercegovina 2 367 - Arménie 2 130 - Japonsko 1 912 - Ázerbájdžán 1 724 - Gruzie 1 669 - Thajsko 1 571 - Egypt 1 547 - Kosovo 1 496 - Izrael 1 424 - Tunisko 1 395 - Brazílie 1 291 - Nepál 1 248 - Kyrgyzstán 1 240 - Kanada 1 209 - Írán 1 206 - Sýrie 1 176 - Mexiko 1 163 - Bangladéš 1 136 - Nigérie 1 066 |

| Státní příslušnost     | Populace (2024) |
| ---------------------- | --------------- |
| Ukrajina               | 589 456         |
| Slovensko              | 121 472         |
| Vietnam                | 69 015          |
| Rusko                  | 38 970          |
| Rumunsko               | 21 049          |
| Bulharsko              | 17 733          |
| Polsko                 | 17 733          |
| Mongolsko              | 14 072          |
| Německo                | 11 768          |
| Maďarsko               | 11 650          |
| Spojené státy americké | 10 475          |
| Indie                  | 10 431          |
| Filipíny               | 10 418          |
| Kazachstán             | 10 243          |
| Čína                   | 9 927           |
| Moldavsko              | 8 114           |
| Spojené království     | 7 817           |
| Bělorusko              | 7 494           |
| Itálie                 | 6 312           |
| Srbsko                 | 6 010           |
| Turecko                | 5 857           |
| Francie                | 4 114           |

Vývoj počtu cizinců v České republice (2004–2015)[ve zdroji nenalezeno]

#### Cizinci narození v Česku
Od roku 2004 do roku 2014 se v ČR narodilo 28 550 cizinců. V roce 2005 byl podíl cizinců mezi novorozenci 1,4 %, v roce 2014 přesáhl podíl cizinců mezi novorenci 3 %. V roce 1995 to bylo pouze 0,7 %. Od roku 2004 se v ČR narodilo téměř 9 000 Vietnamců.

### Migrace a naturalizace
Dle statistik EU z roku 2015, stávající procento cizinců žijících v Česku oproti počtu obyvatel je podobné průměru EU, srovnatelné s Finskem, Nizozemskem, Portugalskem či Slovinskem. Počet nově příchozích imigrantů v poměru k počtu obyvatel je však v Česku třetí nejnižší ze všech zemí EU, a také počet cizinců, kterým je ročně v Česku uděleno občanství (naturalizace), oproti počtu obyvatel je třetí nejnižší ze všech zemí v EU.

## Náboženské složení

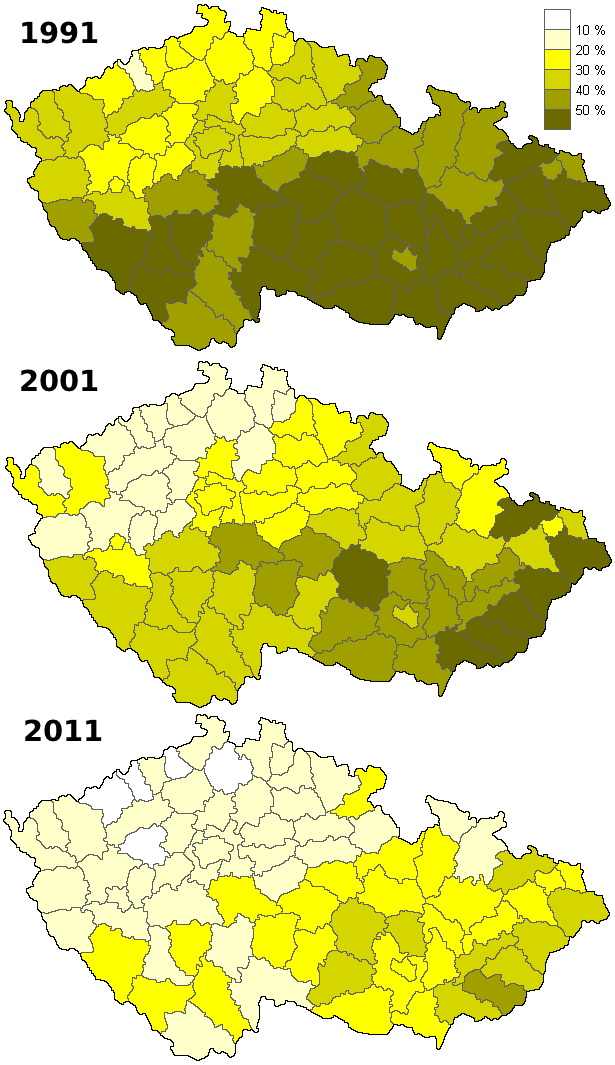
Podíl věřících obyvatel v okresech od roku 1991

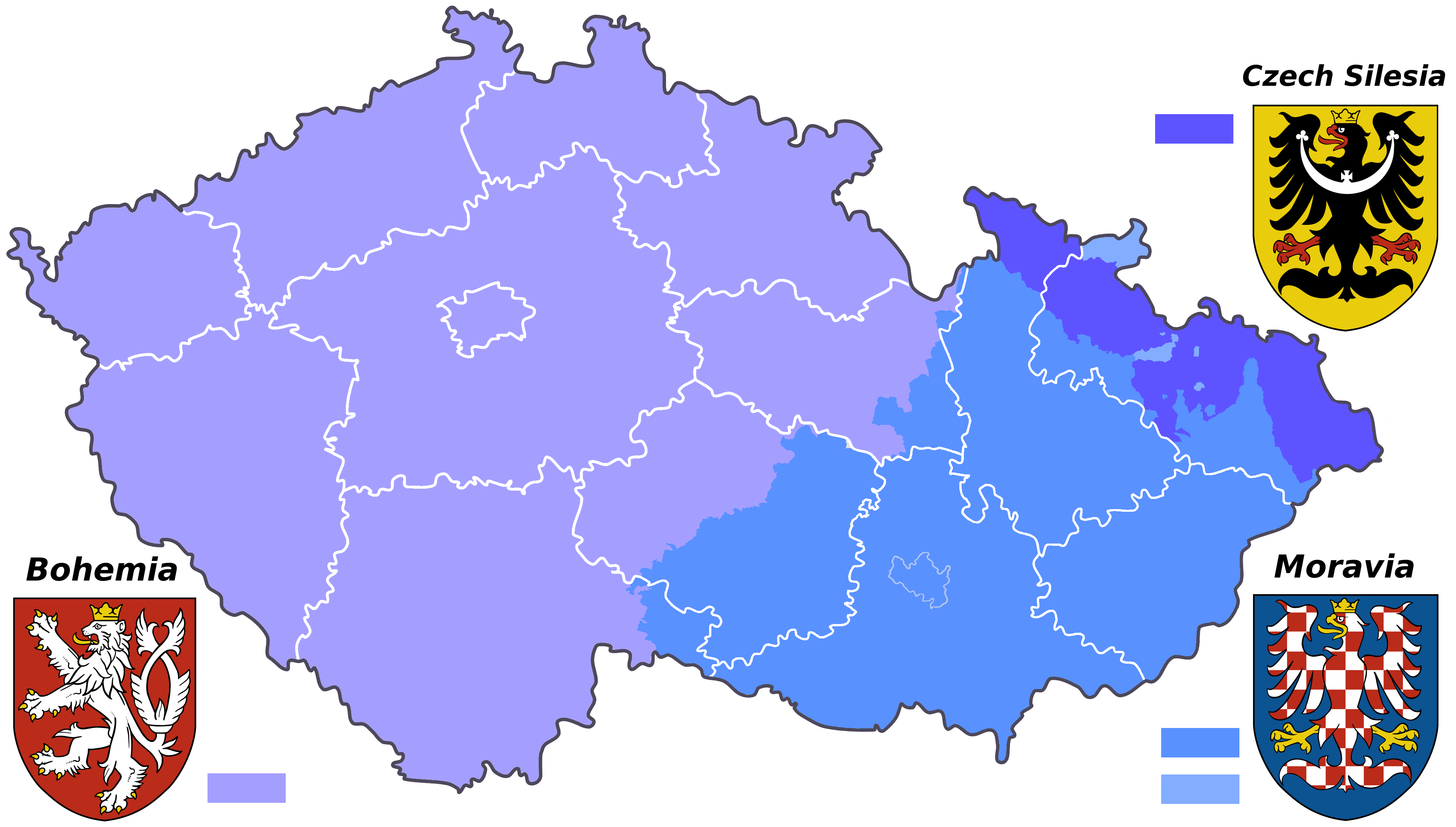
Krajské a zemské hranice: ze srovnání map vyplývá, že Morava je výrazně více nábožensky založená než Čechy.

Česká republika je zemí s nízkým množstvím lidí deklarujících příslušnost k nějaké církvi či náboženské společnosti a v rámci Evropy má po Estonsku, Nizozemsku a Bělorusku 4. nejnižší podíl občanů hlásících se k nějakému náboženství. V období let 1991–2001 klesl počet věřících o více než 1,2 milionu osob na 3 288 088 deklarovaných věřících (tj. 32,14 % obyvatel). Dominantní postavení zde má římskokatolická církev, k níž se při sčítání lidu v roce 2001 přihlásilo 2 740 780 (tj. 26,8 %) obyvatel. Výrazně vyšší podíl 'věřících' můžeme nalézt v okresech a krajích na Moravě, v Jihočeském kraji, území kraje Vysočina (více než z poloviny leží na Moravě) a bývalého Východočeského kraje. V žádném kraji ČR netvoří 'věřící' nadpoloviční většinu místních obyvatel.
Při Sčítání lidu 2011 celkový počet věřících opět poklesl na celkem 2 175 087. (20,6 % obyvatel, 37,6 % odpovídajících) Naproti tomu 3 612 804 obyvatel České republiky uvedlo, že jsou „bez náboženské víry“ (34,2 % obyvatel země, 62,4 % odpovídajících), což je také pokles. Počet obyvatel hlásících se k Římskokatolické církvi poklesl na 1 083 899 (+ 71 138 se přihlásilo obecně ke „katolické víře“) (10,9 % obyvatel). Druhou největší církví je Českobratrská církev evangelická, k níž se přihlásilo 51 936 občanů. Dále Církev československá husitská, 39 tisíc členů (0,37 %). Vyšší podíl věřících má ještě Pravoslavná církev, která má celkem 27 tisíc členů, příznivci jediismu s 15 tisíci, Svědkové Jehovovi s 13 tisíci, Církev bratrská, respektive Křesťanská společenství, obě s 10 tisíci věřícími. 707 649 lidí se označilo za věřící bez příslušnosti k nějaké církvi. Počet obyvatel Česka hlásících se k judaismu je asi 1 500 obyvatel, k islámu se hlásí téměř 3 500 lidí. K různým odvětvím buddhismu se hlásí přes 6 100 osob. K ateismu se hlásí 1 075 osob, pohanství deklaruje 863 osob. Ačkoliv většina náboženských skupin v Česku zaznamenala sestupnou tendenci, přesto se některým menším náboženstvím v České republice, jako je Církev bratrská, Pravoslavná církev, Apoštolská církev, Křesťanská společenství, Jediismus počty obyvatel hlásících se při sčítání lidu oproti roku 2001 zvýšily. 4 774 323 obyvatel (45,2 % populace) ovšem odmítlo na otázku o náboženské víře vůbec odpovědět. Novinkou sčítání lidu 2011 bylo mimo 707 tisíc obyvatel nehlásících se k církvi, ale hlásících se k víře, též pokles počtu obyvatel bez vyznání. Struktura religiozity české společnosti i podíl věřících v jednotlivých církvích se výrazně nemění. Například zástupce římskokatolické církve v ČBK se zamýšlí, proč výsledky sčítání lidu neodpovídají jimi údajně pozorované realitě, která je přinejmenším stabilní, a uvádí úvahu: '„Oproti sčítání v roce 2001, kdy se nevyjádřilo jen 10 % respondentů, tentokrát se nevyjádřila polovina národa, a pokud by byla tato „neodpovídající“ polovina strukturovaná podobně, jako ona odpovídající, zjistili bychom, že k dramatickým změnám v religiozitě pravděpodobně nedošlo.“' (více o římskokatolické církvi též v článku Sčítání účastníků katolických bohoslužeb v Česku a Věřící v ŘKC). Religionista Ivan Štampach v reakci na uveřejněné předběžné výsledky sčítání lidu 2011 uvádí „Počet věřících neubývá. Ubývá lidí, kteří se identifikují s velkými církevními institucemi svázanými s ekonomickou a politickou mocí. Individuální víra a malé, atypické a alternativní skupiny stále rostou. Pokles církevní příslušnosti mezi českou populací probíhá zhruba stejným tempem od začátku padesátých let minulého století bez ohledu na režimy. V posledním desetiletí odchod lidí od církví mírně akceleroval. Jde podle mého přesvědčení o zásadní civilizační změnu. Nikoli o nahodilou fluktuaci.“